# Wasserspringen

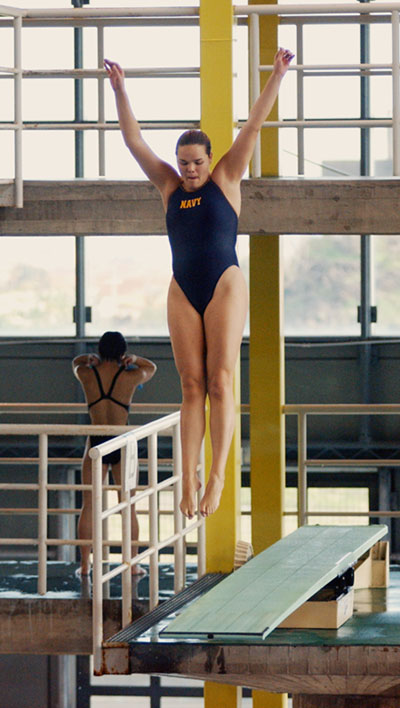
Megan Barnett springt vom 3-m-Sprungbrett bei den 3rd World Military Games

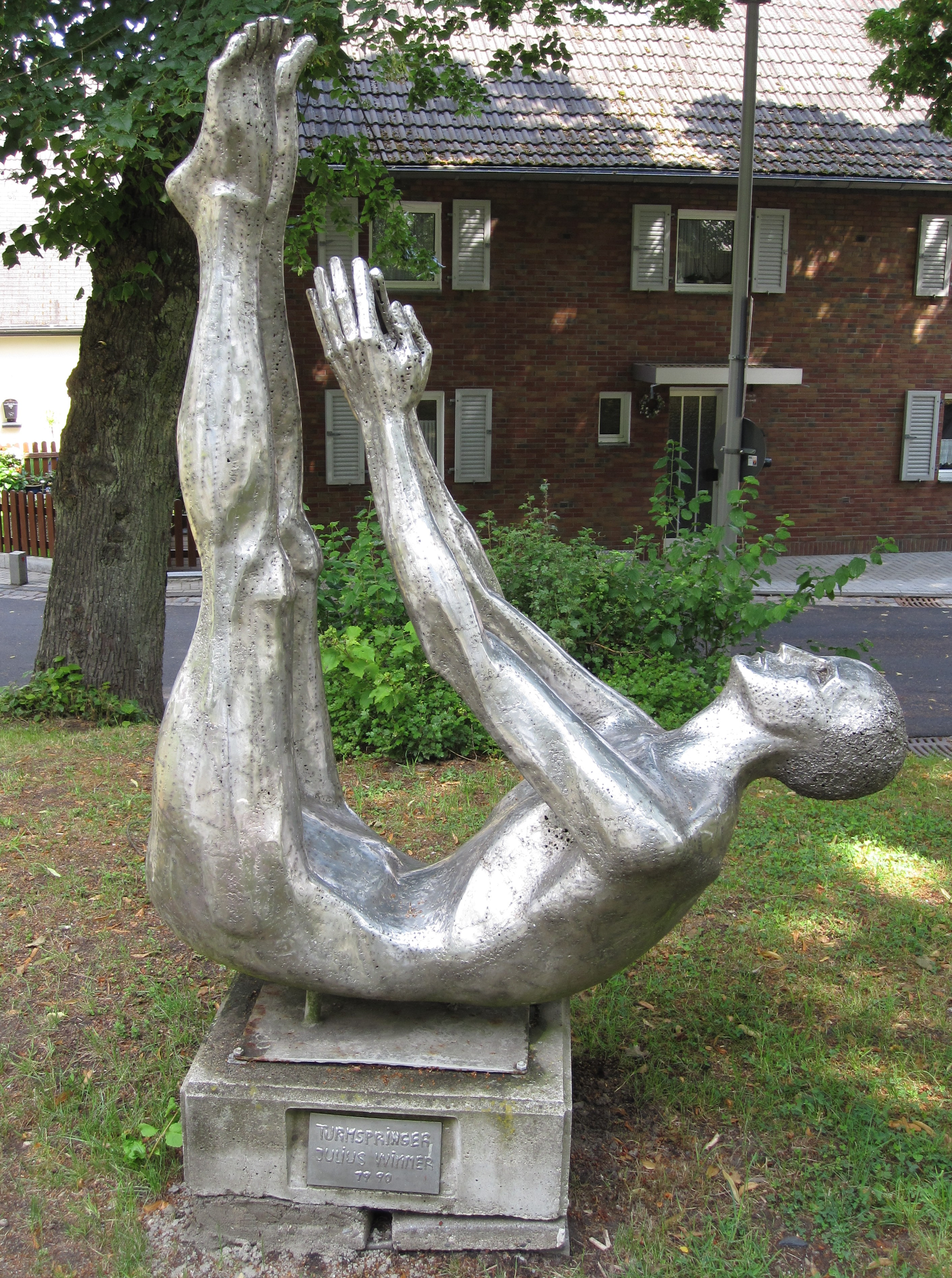
Plastik eines Turmspringers

Das Wasserspringen ist eine Wassersportart, bei der es darum geht, aus unterschiedlichen Höhen und mit verschiedenen Techniken möglichst elegant ins Wasser zu springen. Dieser Wettkampfsport ist mit mehreren Disziplinen seit 1904 Bestandteil der Olympischen Spiele. Unterschieden werden die Disziplinen Kunstspringen (1-m- und 3-m-Brett), Turmspringen (5-m-, 7,5-m- und 10-m-Turm) und Synchronspringen (3-m-Brett und 10-m-Turm). Wasserspringen ist auch ein beliebter Freizeitsport, der in manchen Schwimm- und Freizeitbädern ausgeübt werden kann. Als wichtiger Bestandteil der meisten Schwimmabzeichen und des Rettungsschwimmens hat Wasserspringen auch eine sicherheitsrelevante Bedeutung.
Eine Extremsportvariante des Wasserspringens ist das Klippenspringen. Dabei springen die Sportler von Felsklippen aus über zehn Metern Höhe in offene Gewässer. Sie verbindet Techniken des Turmspringens mit den Anforderungen, die die freie Natur an die Sportler stellt.

## Geschichte

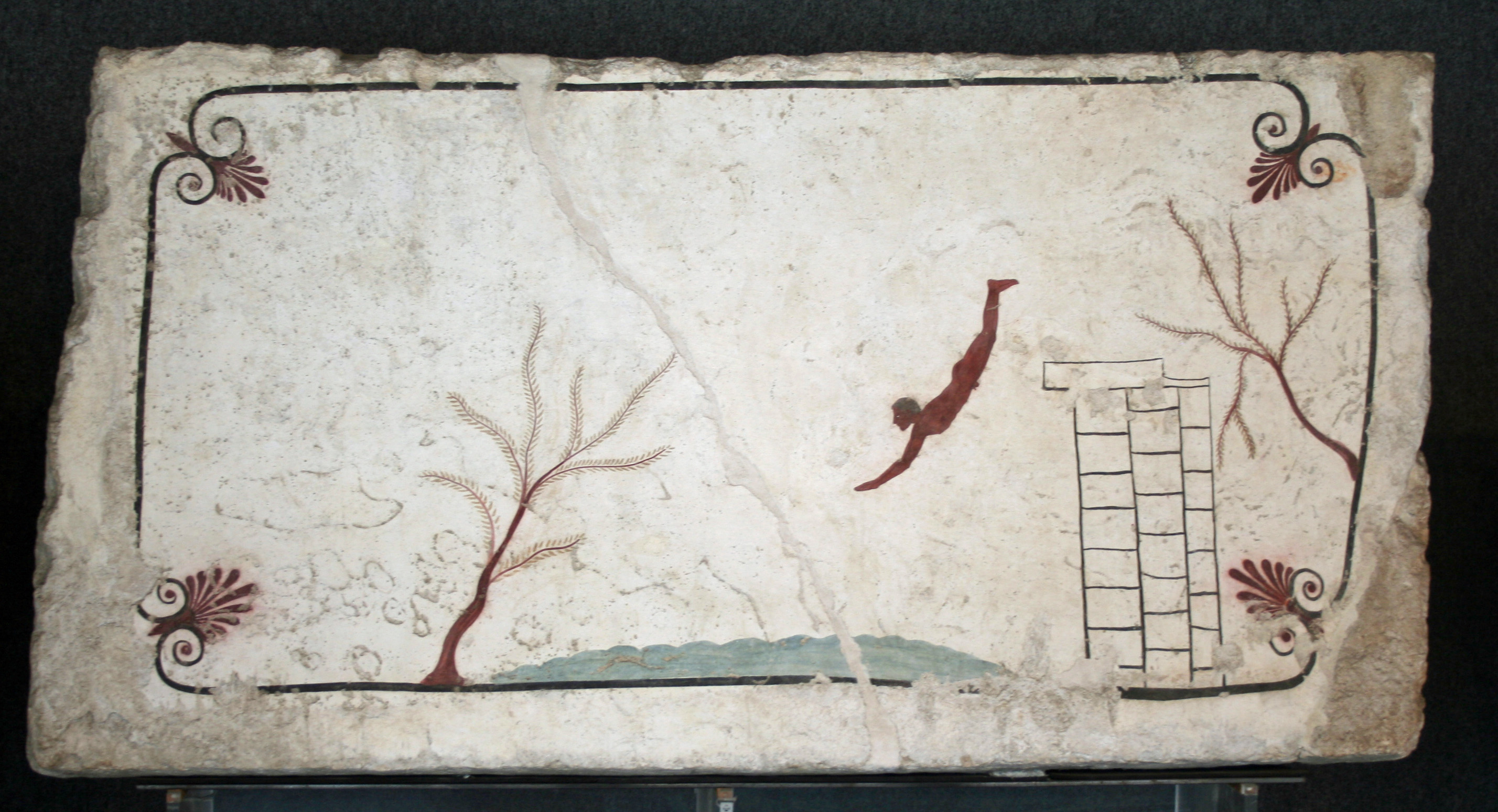
Antikes Bild aus Paestum, um 475 vor Chr.

Im 8. Jahrhundert vor Christus wird das Wasserspringen im antiken Griechenland in Homers Odyssee erstmals erwähnt. Allerdings zählte es eher zur militärischen Ausbildung denn als sportlicher Wettkampf. Auch bei Römern und Germanen zählte das Springen mit anschließendem Tauchen als militärisches Mittel. Ein erstes Bild eines Wasserspringers fand man in Paestum, ungefähr aus dem Jahr 475 vor Christus. Das Tomba del Tuffatore (Grab des Tauchers) zeigt einen Mann, der anmutig von einer Plattform springt. Das Bild soll bildhaft den Verlauf des Lebens, von der Geburt bis zum Tod, symbolisieren.
Wasserspringen als moderner Wettkampfsport entwickelte sich ab dem 18. Jahrhundert in Deutschland und Schweden. In Deutschland ist die Entwicklung mit der Turnbewegung von Turnvater Jahn und GutsMuths verknüpft. Die Halloren, bei denen das Springen sportlicher Brauch wurde, zählten zu den ersten, die in Wettkämpfen vor Zuschauern ihre Sprünge zeigten. Gesprungen wurde zumeist von Brücken in die Saale. Der weltweit erste Verein für Wasserspringen wurde 1840 vom Halloren Tichy gegründet und hieß Tichy’sche Frösche. Da in dieser Zeit mehrere Schwimmbäder entstanden und das Springen dort ungefährlicher war als in offenen Gewässern, verbreitete sich das Wasserspringen. In Schweden wurden zu dieser Zeit Holzgerüste an Seen und Küsten erbaut, von denen Sportler ihre Sprünge zeigten. 1899 fand in Schweden die erste, allerdings inoffizielle, Weltmeisterschaft statt. Mit der Aufnahme von Wasserspringen in das Programm der Olympischen Spiele 1904 verbreitete sich die Sportart auch in anderen Ländern.
Seit der Gründung des Deutschen Schwimm-Verbands im Jahr 1886 finden deutsche Meisterschaften statt; seit 1921 (nur Kunstspringen) bzw. 1933 (auch Turmspringen) nehmen an diesen auch Frauen teil. Der internationale Dachverband, die FINA, wurde 1908 gegründet.

## Wasserspringen als Freizeitsport

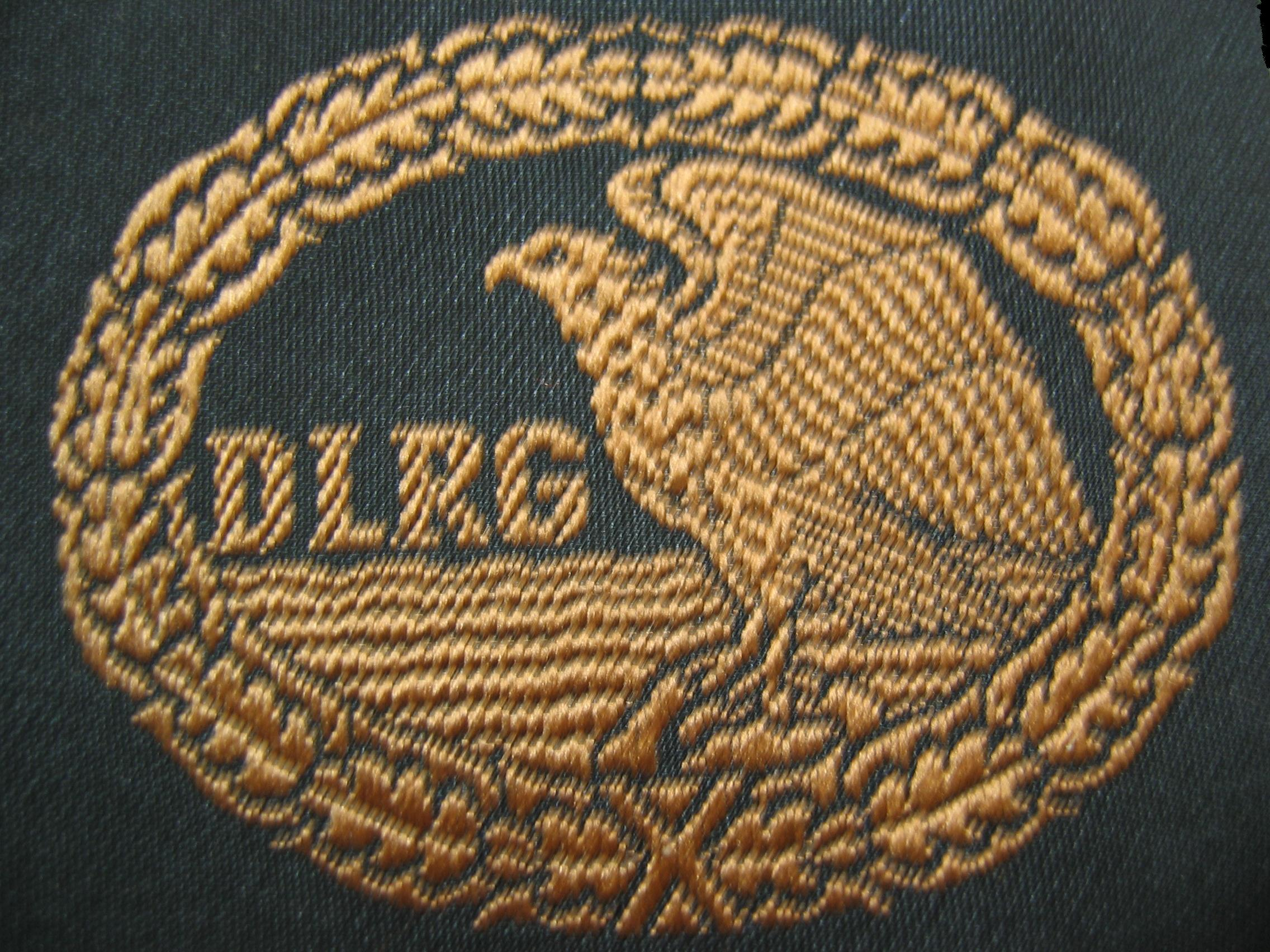
Rettungsschwimmabzeichen Bronze der DLRG

In den meisten öffentlichen Schwimm- und Freizeitbädern steht den Besuchern ein Sprungbrett, manchmal auch ein Sprungturm und ein spezielles Sprungbecken, zur Verfügung. Im Gegensatz zum Wettkampfspringen, bei dem Eleganz und sauberes Eintauchen im Vordergrund stehen, zählt für mehrere Freizeitspringer vor allem der Mut zum Absprung, aus größeren Höhen auch das Gefühl des freien Falls. Ein beliebter Sprung ist die sogenannte Arschbombe, bei der man mit großer Oberfläche auf das Wasser trifft, sodass eine hohe Fontäne entsteht.
In Deutschland gehört Wasserspringen zum Bestandteil vieler Schwimmabzeichen. Beim Seepferdchen ist ein Sprung vom Beckenrand vorgeschrieben, für den Deutschen Schwimmpass Sprünge aus bis zu 3 Metern Höhe. Auch für das Erlangen des Rettungsschwimmabzeichens müssen Kopf- und Startsprünge gezeigt werden.
Ähnlich ist die Situation in Österreich. Für die Schwimmabzeichen der Arbeitsgemeinschaft Österreichisches Wasserrettungswesen (ARGE ÖWRW) müssen bestimmte Anforderungen im Wasserspringen erfüllt werden. Zum Beispiel ist für den Frühschwimmer ein Sprung vom Beckenrand, für den Freischwimmer ein 1-m-Kopfsprung bzw. 3-m-Fußsprung und sind für den Fahrten- und Allroundschwimmer Kopfstartsprünge vorgeschrieben.

Schweizer Schwimmabzeichen Schwimmtest Wasserspringen

In der Schweiz ist Wasserspringen Bestandteil im Schwimmunterricht an Schulen. Die Kinder und Jugendlichen können im Rahmen der Schwimmtests spezielle Tests für Wasserspringen machen und über acht Stufen entsprechende Stoffabzeichen erwerben. Über die staatliche Organisation Jugend und Sport wird Wasserspringen im Breitensport gefördert. Ab der fünften Stufe benötigt man bei einem Wettkampf eine bestimmte Punktzahl, um das Abzeichen zu erwerben.
Zu den Gefahren des Wasserspringens zählen Kopfsprünge in unbekannte Gewässer. Durch falsch eingeschätzte Wassertiefe oder unter der Wasseroberfläche liegende Teile kommt es immer wieder zu schweren Verletzungen, insbesondere Querschnittlähmungen, und zu Todesfällen.

## Wasserspringen als Wettkampfsport
Im Junioren- und Erwachsenenbereich gibt es jeweils für Frauen und Männer Einzelwettbewerbe im Kunstspringen vom 1-m-Brett und 3-m-Brett und vom 10-m-Turm sowie Synchronwettbewerbe vom 3-m-Brett und 10-m-Turm.

### Internationale Wettbewerbe

#### Olympische Spiele
Zu den wichtigsten internationalen Wettkämpfen gehören die Olympischen Spiele. Wasserspringen ist seit 1904 olympisch. In St. Louis standen zwei Disziplinen der Männer im Programm, Turmspringen und Kopfweitsprung, bei dem sich nach einem Brettsprung eine möglichst lange Tauchphase anschloss. 1908 kam das Kunstspringen hinzu. Der erste Frauenwettbewerb wurde 1912 in Stockholm ausgetragen. Seit 2000 sind bei den Männern und den Frauen auch die Synchronwettbewerbe olympisch.
Bei den olympischen Wettbewerben wird im Einzel vom 3-m-Brett und 10-m-Turm jeweils ein Vorkampf, Halbfinale und Finale ausgetragen. Die 18 besten Springer des Vorkampfs qualifizieren sich für das Halbfinale, die zwölf besten Springer des Halbfinales für das Finale. Die erzielten Ergebnisse aus dem Vorkampf bzw. dem Halbfinale werden nicht weiter berücksichtigt, die Springer beginnen wieder bei 0 Punkten. Allerdings starten die Springer im Halbfinale bzw. Finale in umgekehrter Reihenfolge zur zuvor erzielten Platzierung, sodass die besten Springer aus Vorkampf bzw. Halbfinale im Halbfinale bzw. Finale zum Ende eines Durchgangs an der Reihe sind. Das Kunstspringen vom 1-m-Brett ist keine olympische Disziplin. Für die Synchronwettbewerbe vom 3-m-Brett und 10-m-Turm qualifizieren sich bei Olympischen Spielen jeweils acht Paare, sodass direkt das Finale ausgetragen wird.
Der erfolgreichste Springer bei den Männern ist der US-Amerikaner Greg Louganis, der zwischen 1976 und 1988 viermal Gold und einmal Silber gewinnen konnte. Bei den Frauen ist die Chinesin Guo Jingjing mit insgesamt vier Gold- und zwei Silbermedaillen, die sie zwischen 2000 und 2008 gewinnen konnte, am erfolgreichsten. Bis in die 1970er-Jahre hinein dominierten US-amerikanische Athleten das olympische Wasserspringen. Die USA sind bis heute mit Abstand die erfolgreichste Nation. Heute sind allerdings chinesische Wasserspringer tonangebend. Bei den letzten Olympischen Spielen gewann China sieben von acht möglichen Goldmedaillen.

#### Weltmeisterschaften
Die Weltmeisterschaften wurden von der FINA erstmals im Jahr 1973 ausgetragen. Zunächst fanden sie in unterschiedlichen zeitlichen Abständen statt, seit dem Jahr 2001 aber regelmäßig alle zwei Jahre. Zu Beginn wurden jeweils zwei Wettbewerbe für Männer und Frauen ausgetragen, Kunstspringen vom 3-m-Brett und Turmspringen vom 10-m-Turm. 1991 kam das Kunstspringen vom 1-m-Brett hinzu, 1998 das Synchronspringen vom 3-m-Brett und 10-m-Turm, jeweils für Männer und Frauen. Erstmals wurde 2013 auch ein Wettbewerb im Klippenspringen ausgetragen, bei dem Frauen aus 20 Metern Höhe und Männer aus 27 Metern Höhe sprangen.
Bei Schwimmweltmeisterschaften gelten für die Einzelwettbewerbe vom 3-m-Brett und 10-m-Turm gleiche Abläufe wie bei Olympischen Spielen. Vom 1-m-Brett gibt es jedoch kein Halbfinale, die zwölf besten Springer des Vorkampfs qualifizieren sich direkt für das Finale. In den Synchronwettbewerben gibt es aufgrund der höheren Teilnehmerzahlen jeweils einen Vorkampf, aus dem sich die besten zwölf Paare für das Finale qualifizieren.
Während bei den ersten Weltmeisterschaften noch US-amerikanische und sowjetische Athleten dominierten, konnte China in der Folgezeit zunehmend eine Vormachtstellung einnehmen. Heute haben chinesische Athleten mehr als die Hälfte aller Weltmeistertitel gewonnen. Zweimal konnten bei Weltmeisterschaften alle Titel durch Athleten eines Landes gewonnen werden, 1982 errangen die USA alle vier Titel, 2011 China sogar alle zehn möglichen Titel. Der erfolgreichste Athlet ist mit sechs Goldmedaillen Qin Kai, die erfolgreichste Athletin mit zehn Gold- und einer Silbermedaille Guo Jingjing.
→ Siehe: Liste der Weltmeister im Wasserspringen

#### Europameisterschaften
Schwimmeuropameisterschaften wurden vom europäischen Dachverband LEN erstmals im Jahr 1926 ausgetragen. Zunächst fanden sie in unterschiedlichen zeitlichen Abständen statt, seit dem Jahr 2000 aber regelmäßig alle zwei Jahre. Seit dem Jahr 2009 finden zusätzlich zweijährlich getrennte Europameisterschaften nur für Wasserspringer statt. Bei den ersten Europameisterschaften im Jahr 1926 gab es nur Wettbewerbe für Männer, aber seit der zweiten Austragung im Jahr 1927 springen auch Frauen um Medaillen. Zunächst wurden nur Wettbewerbe im Kunstspringen vom 3-m-Brett und im 10-m-Turmspringen ausgetragen, im Jahr 1989 folgte auch das Kunstspringen vom 1-m-Brett und seit 1997 ist auch das 3-m- und 10-m-Synchronspringen Bestandteil der Europameisterschaften. Seit 2010 wird als zusätzliche Kategorie ein Wettkampf im gemischten Team ausgetragen bei dem jeweils eine Frau und ein Mann einer Nation 3 Sprünge zeigen und das Ergebnis addiert wird.
Bei Schwimmeuropameisterschaften werden die gleichen Wettbewerbe wie bei Weltmeisterschaften ausgetragen, allerdings gibt es keine Halbfinals. Die zwölf besten Springer bzw. Synchronpaare des Vorlaufs qualifizieren sich direkt für das Finale.
Erfolgreichster Teilnehmer ist Dmitri Sautin mit zwölf Titeln sowie vier Silber- und zwei Bronzemedaillen. Bei den Frauen ist Tania Cagnotto mit vierzehn Gold-, vier Silber- und vier Bronzemedaillen erfolgreichste Teilnehmerin.
→ Siehe: Liste der Europameister im Wasserspringen

#### Weitere internationale Wettkämpfe
Weitere von der FINA veranstaltete internationale Wettkämpfe sind der zweijährlich stattfindende Weltcup (seit 1979) sowie, jährlich stattfindend, die FINA World Series (seit 1995) und der FINA Grand Prix (seit 2007). Wasserspringen ist zudem Bestandteil der größten Multisportveranstaltungen, zum Beispiel Commonwealth Games, Panamerikanische Spiele oder Asienspiele.
Beim Kunstspringen aus großer Höhe (auch High Diving genannt) gibt es klare Regeln. Es sind kein Neopren-Anzug oder Schuhe erlaubt. Zudem muss der Springer das Becken aus eigenem Antrieb heraus verlassen. Mit 52,4 m hält Dana Kunze seit 1983 den Weltrekord bei den Männern. Bei den Frauen hält Lucy Wardle mit 36,8 m seit 1985 den Weltrekord.

### Nationale Wettbewerbe (Deutschland)
Seit 1886 werden (mit wenigen Ausnahmen) jährlich an wechselnden Orten deutsche Meisterschaften im Wasserspringen ausgetragen. Die erste nationale Meisterschaft im Wasserspringen fand im August 1886 im Berliner Kaiser-Wilhelm-Bad statt; die 127. im Mai 2022 ebenfalls in Berlin.

### Bedeutende Wasserspringer
| Auswahl bedeutender Wasserspringer der Vergangenheit      |                                                      |                                                         |                                                                        |
| Guo Jingjing                                              | Dmitri Sautin                                        | Greg Louganis                                           | Ingrid Krämer-Gulbin                                                   |
|                                                           |                                                      |                                                         |                                                                        |
| 4 × Olympiasiegerin 10 × Weltmeisterin 3 × Asienmeisterin | 2 × Olympiasieger 5 × Weltmeister 12 × Europameister | 4 × Olympiasieger 5 × Weltmeister 6 × Panamerikameister | Erfolgreichste deutsche Wassersprung-Olympionikin 3 × Gold, 1 × Silber |

In Fort Lauderdale befindet sich die Ruhmeshalle des Wasserspringens. Sie wurde 1965 gegründet. In die International Swimming Hall of Fame sind bislang mehr als 80 Wasserspringer aufgenommen worden, die vor allem bei Olympischen Spielen erfolgreich waren, sowie bedeutende Funktionäre, Förderer und Artisten.
→ Siehe: International Swimming Hall of Fame/Wasserspringer

### Ausführung der Sprünge
Bei den Frauen besteht ein Wettbewerb aus fünf, bei den Männern aus sechs Sprungdurchgängen. In den Einzelwettbewerben gibt es ausschließlich Kürsprünge, die Springer können Sprungtyp, Schwierigkeitsgrad und Reihenfolge ihrer Sprünge frei wählen. Allerdings muss im Kunstspringen aus jeder der fünf Sprunggruppen ein Sprung gezeigt werden. Die Männer können somit aus einer frei wählbaren Sprunggruppe zwei Sprünge zeigen, die allerdings nicht identisch sein dürfen. Im Turmspringen gibt es sechs Sprunggruppen, die Frauen müssen aus fünf frei wählbaren Gruppen einen Sprung zeigen, die Männer aus jeder der sechs Gruppen. In den Synchronwettbewerben bestehen die ersten beiden Durchgänge aus Pflichtsprüngen. Bei einer geringen Höchstschwierigkeit steht so die exakte Synchronität im Vordergrund. Auch hier müssen Sprünge aus unterschiedlichen Sprunggruppen gezeigt werden.
Die Springer müssen vor dem Wettkampf ihre Sprungtypen und die Reihenfolge angeben. Springen sie in einem Durchgang nicht den Sprung, der angegeben wurde, muss der Sprung unabhängig von der Ausführung mit 0 Punkten bewertet werden.
Die artistischen Sprünge setzen sich aus Salti und Schrauben zusammen. Jeder Sprung wird durch eine dreistellige, bzw. bei Sprüngen mit Schrauben vierstellige, Sprungnummer ausgedrückt. Ergänzt wird diese mit dem Buchstaben A, B, C oder D, der die Ausführungsart festlegt. Diese Sprungtabelle ist international einheitlich und offen für weitere Sprungvarianten.
Beispiele:
| 101 A  | Kopfsprung vorwärts gestreckt     |
| 403 C  | 1 ½ Delphinsalto gehockt          |
| 5132 D | 1 ½ Salto vorwärts mit 1 Schraube |

#### Sprunggruppen
Die erste Ziffer der dreistelligen Zahl gibt die Sprunggruppe an. Bei Schraubensprüngen wird die Ziffer 5 als vierte Ziffer vorangestellt:
| 1 _ _   | Vorwärtssprünge               | Absprung vorwärts, Drehung vorwärts   |
| 2 _ _   | Rückwärtssprünge              | Absprung rückwärts, Drehung rückwärts |
| 3 _ _   | Auerbachsprünge               | Absprung vorwärts, Drehung rückwärts  |
| 4 _ _   | Delphinsprünge                | Absprung rückwärts, Drehung vorwärts  |
| 5 _ _ _ | Schraubensprünge              | als vierte Ziffer vorangestellt       |
| 6 _ _   | Handstandsprünge              | nur beim Turmspringen                 |
| 6 _ _ _ | Handstandsprünge mit Schraube | nur beim Turmspringen                 |

#### Saltodrehungen
Die zweite Ziffer beschreibt, ob ein Sprung mit mindestens einer vollen Saltodrehung „normal“ (= 0) oder fliegend (= 1) auszuführen ist. Fliegend bedeutet: mindestens die erste halbe Drehung (180°) gestreckt, die folgenden Drehungen entweder gehechtet (= B) oder gehockt (= C).
| _ 0 _ | normal   |                                                         |
| _ 1 _ | fliegend | mindestens erste halbe Drehung gestreckt, Rest B oder C |

Die dritte Ziffer gibt die Anzahl der halben Saltodrehungen an:
| _ _ 1  | Kopfsprung    |
| _ _ 2  | Salto         |
| _ _ 3  | 1 ½ Salto     |
| _ _ 4  | Doppelsalto   |
| _ _ 5  | 2 ½ Salto     |
| _ _ 6  | Dreifachsalto |
| _ _ 7  | 3 ½ Salto     |
| _ _ 8  | Vierfachsalto |
| _ _ 9  | 4 ½ Salto     |
| _ _ 11 | 5 ½ Salto     |

Ausführung eines Auerbachsprungs mit ½ Salto vom 3-m-Brett
Ein Wasserspringer führt einen Auerbachsprung mit 1 ½ Salto (303 C; Schwierigkeit 2.0; bewertet mit einstimmig 6.5) beim Ulla-Klinger-Cup 2021 aus. Hier: gesprungener Anlauf
Vorbereitung des Absprungs
tiefer Einsprung ins Brett für den Absprung vorwärts
Einleitung der Drehung rückwärts
gebeugter Körper zum Absprung vorwärts, Drehung rückwärts
Einnahme der Hocke (C) in der Flugphase nach Einziehen der Beine
Rückwärtsdrehung (3 _ _) im ersten Salto
Griff der Hände an die Unterschenkel während des Saltos
½ Salto
Auflösung des Saltos in die Streckung ohne zweite Flugphase (_ 0 _) nach 1/1 Rotation
Vorbereitung der Eintauchphase, 1 ¼ Salto
Wendung des Körpers zur Wasseroberfläche, 1 ½ Salto (_ _ 3)
Stabilisierung der Position vor dem Eintauchen
Beginn der Eintauchphase

#### Schrauben
Sprüngen der Gruppen 1–4, die mit Schrauben kombiniert werden, wird die Kennziffer 5 vorangestellt. Die zweite Ziffer bedeutet dann die Sprunggruppe, die dritte Ziffer die Zahl der halben Saltodrehungen, die vierte Ziffer die Zahl der halben Schrauben:
| 5 _ _ 1 | halbe Schraube     |
| 5 _ _ 2 | ganze Schraube     |
| 5 _ _ 3 | 1 ½ Schrauben      |
| 5 _ _ 4 | doppelte Schraube  |
| 5 _ _ 5 | 2 ½ Schrauben      |
| 5 _ _ 6 | dreifache Schraube |
| 5 _ _ 7 | 3 ½ Schrauben      |
| 5 _ _ 8 | vierfache Schraube |
| 5 _ _ 9 | 4 ½ Schraube       |

Ausführung eines Schraubensprunges vom 3-m-Brett
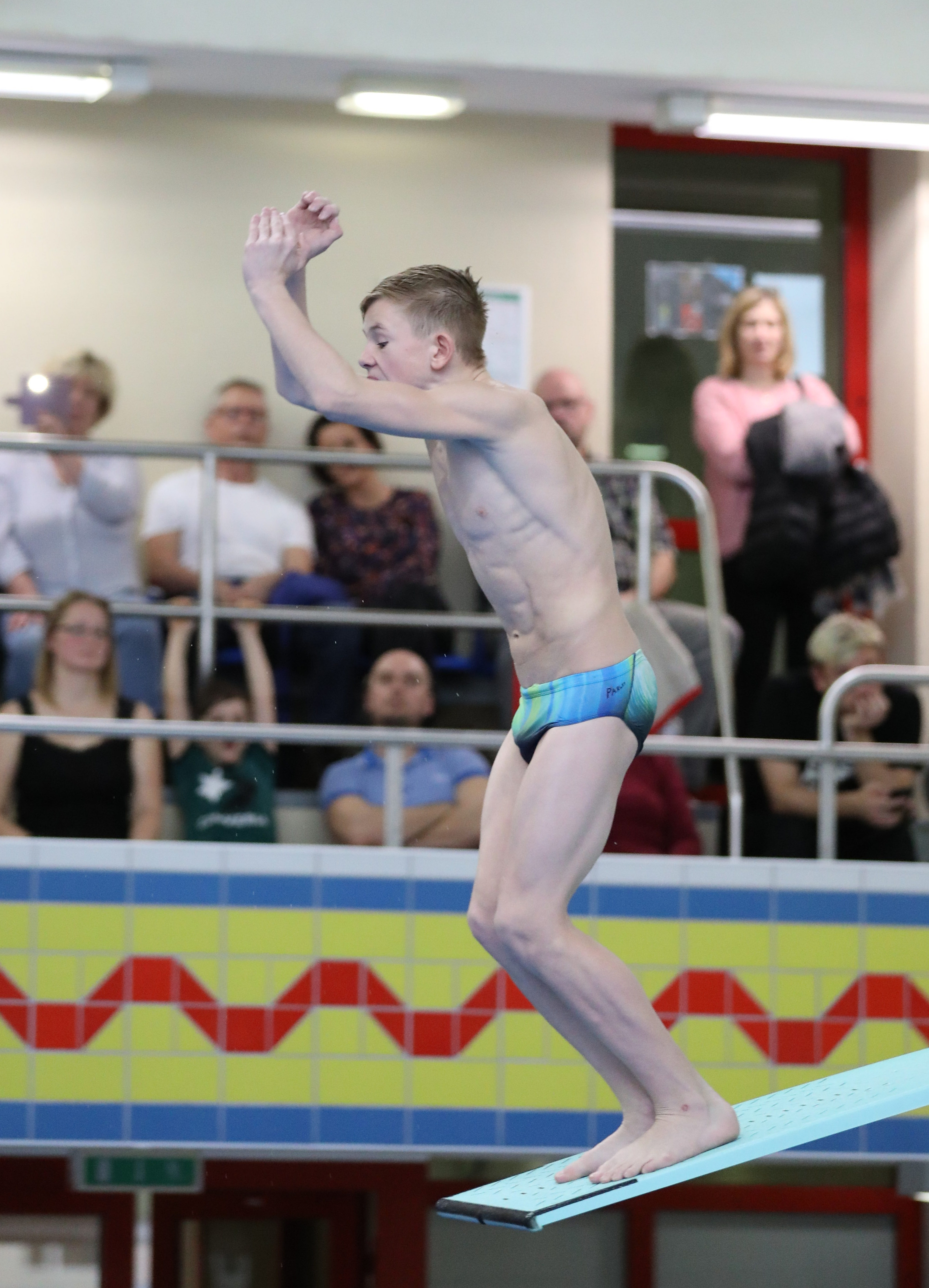
Ein Wasserspringer führt einen 2 ½ Salto vorwärts mit 1 Schraube, freie Ausführung (5152 B; Schwierigkeit 3.0) bei den Deutschen Hallenmeisterschaften der A-/B-Jugend 2019 aus.
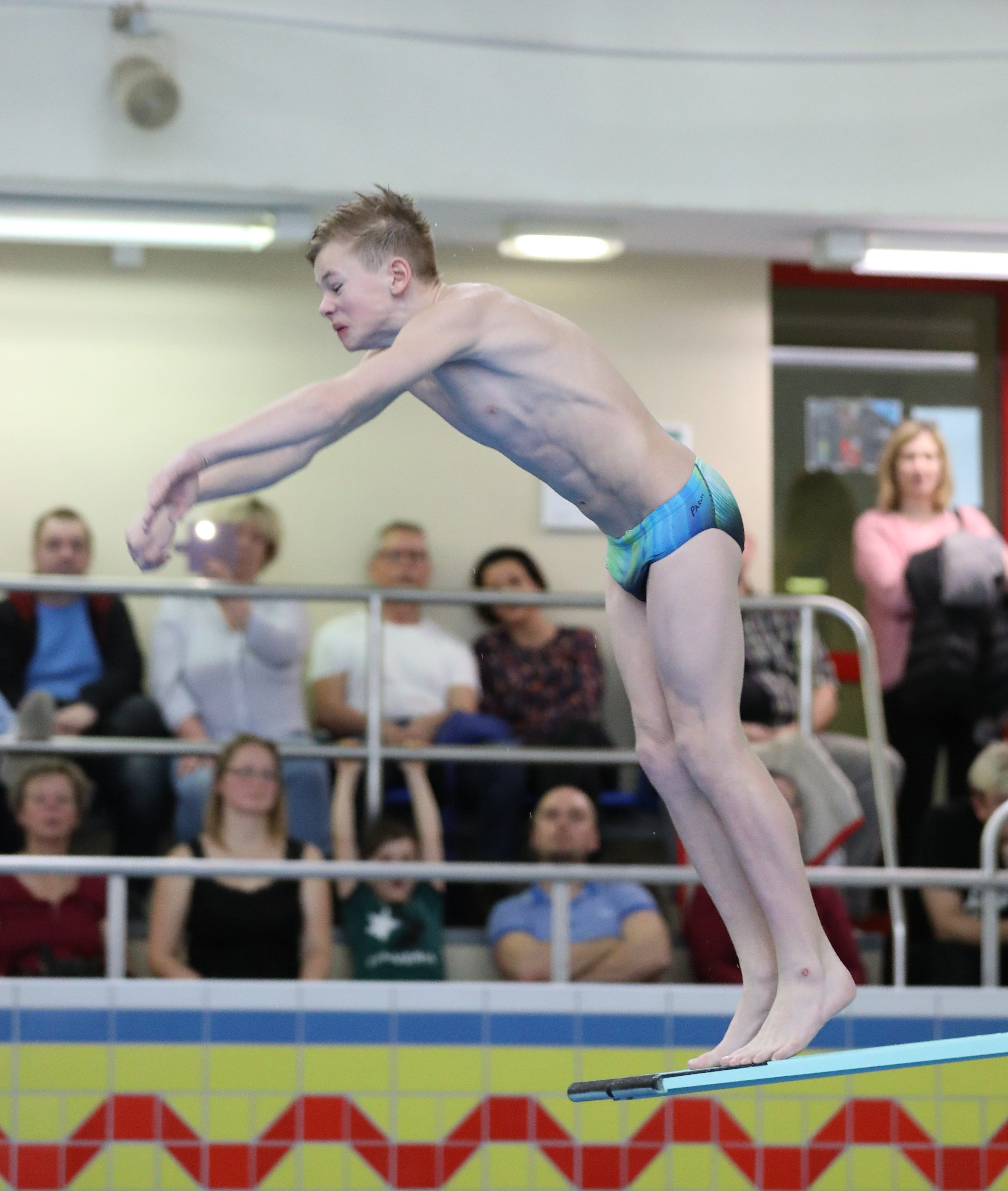
tiefer Einsprung ins Brett
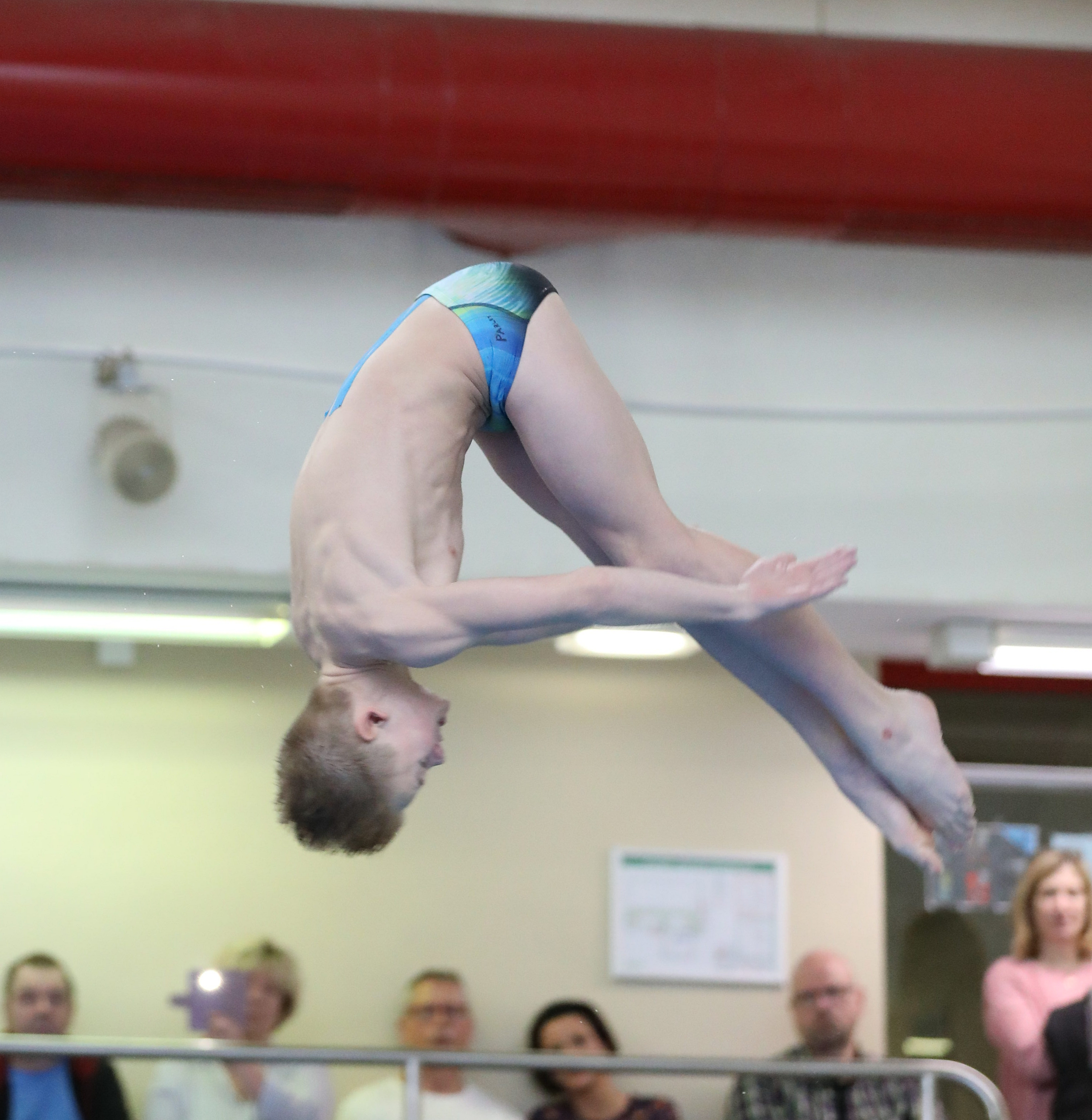
Absprung und Einleitung der Salto-Drehung
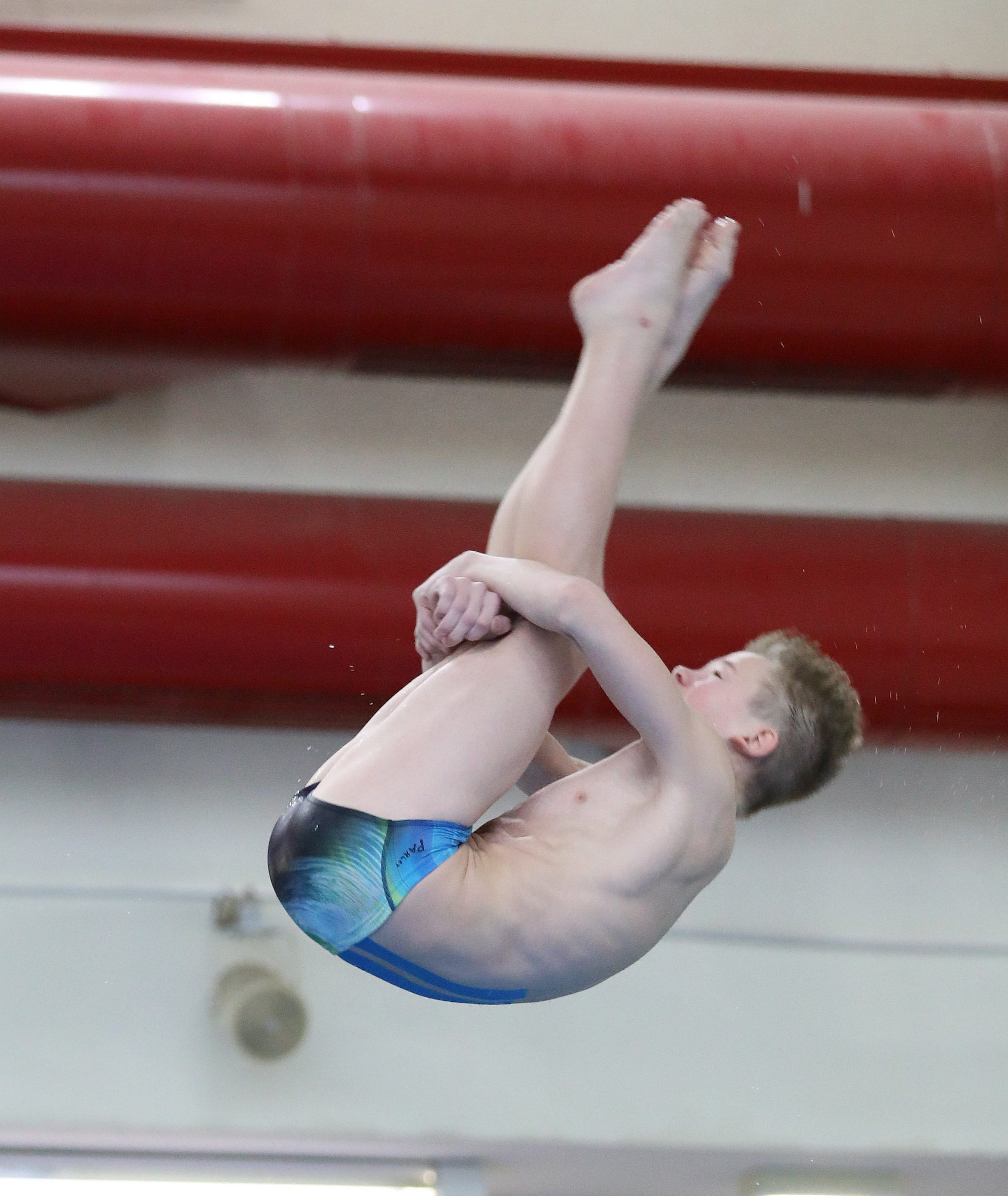
1/4 Salto, Beginn der Ausführung B
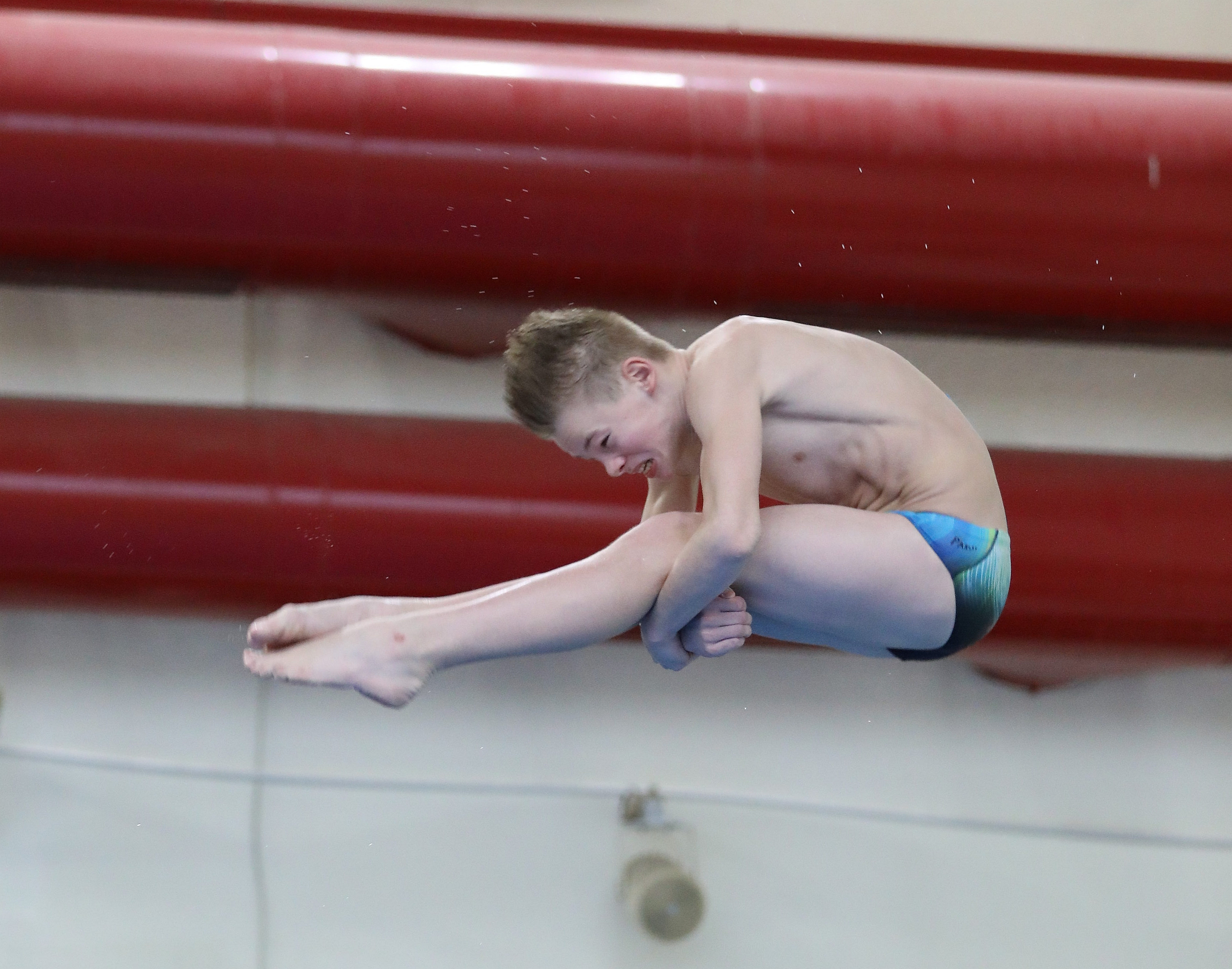
3/4 Salto gehechtet
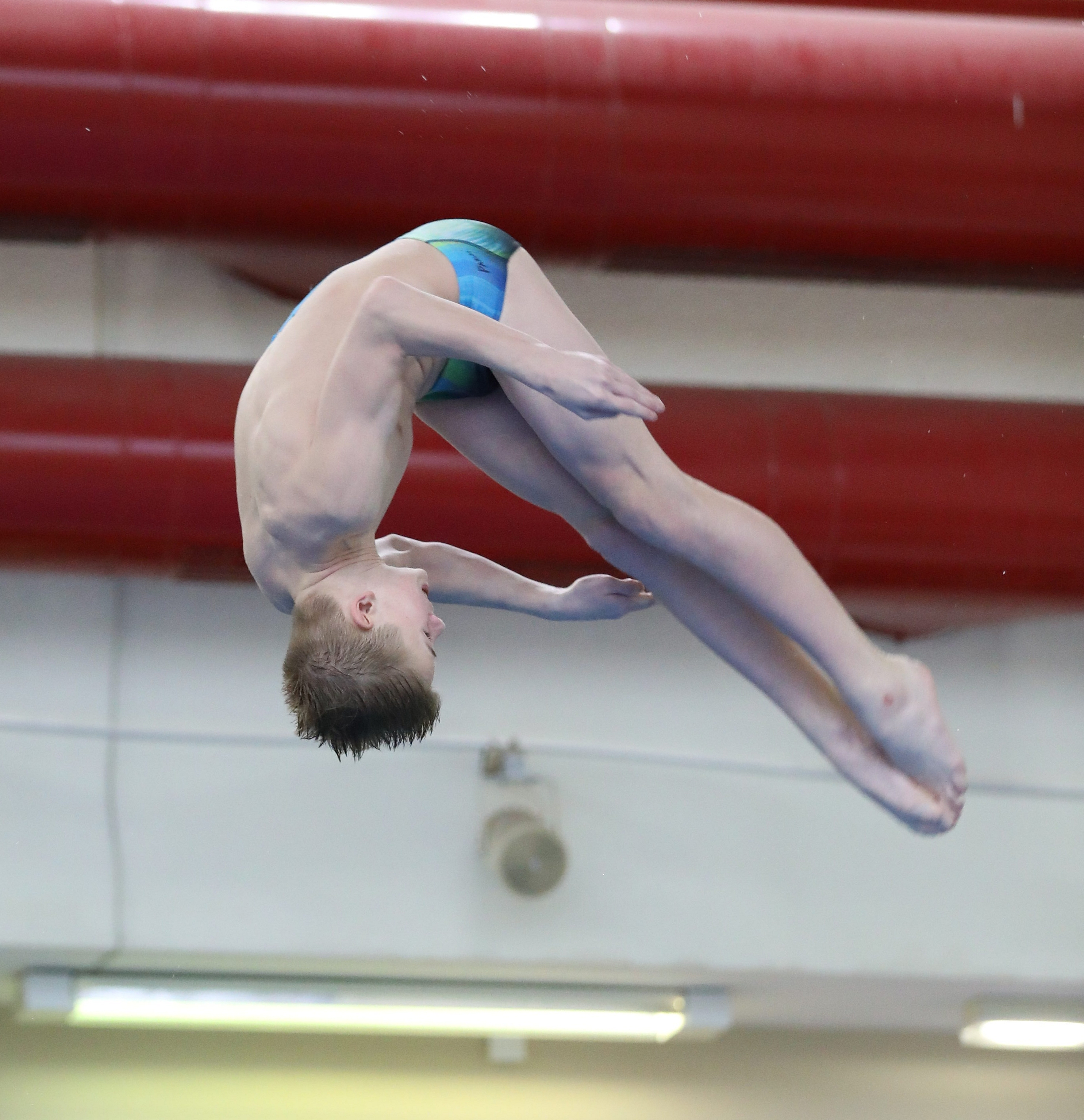
1 1/4 Salto gehechtet, Auflösung zur Streckung, Einleitung der Schraube
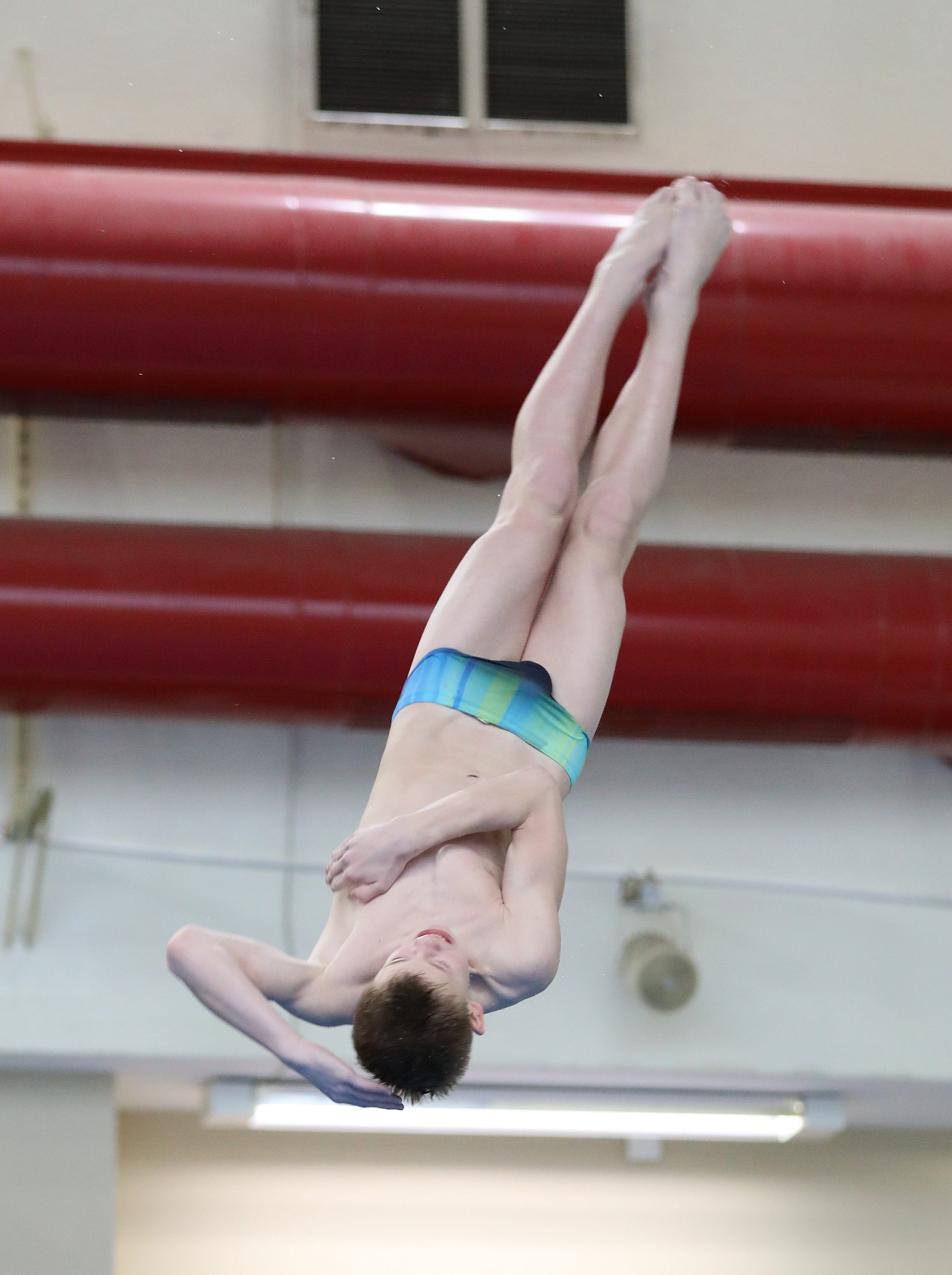
1 1/2 Salto, 1/4 Schraube, Drehung nach links
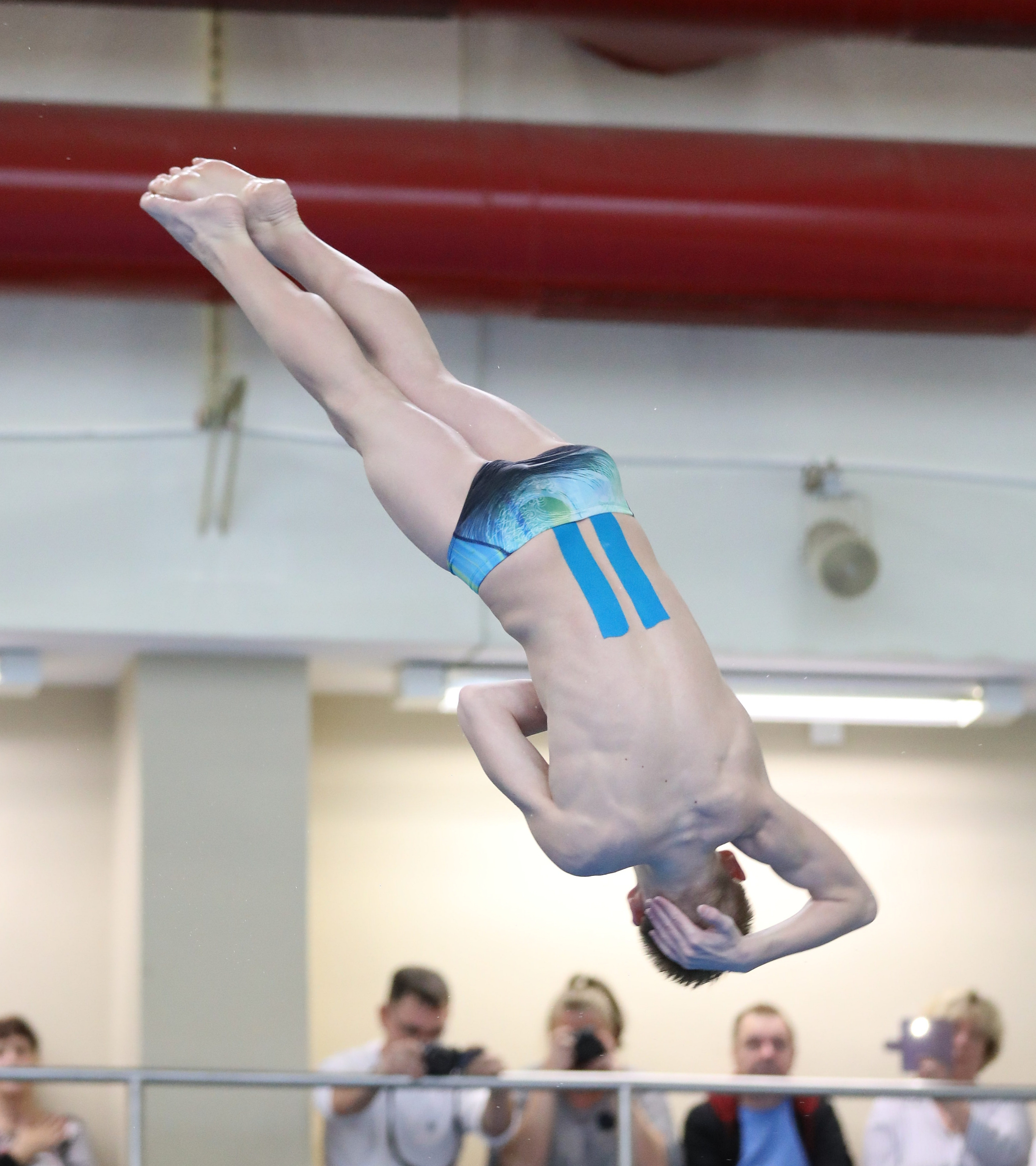
1 3/4 Salto, 3/4 Schraube
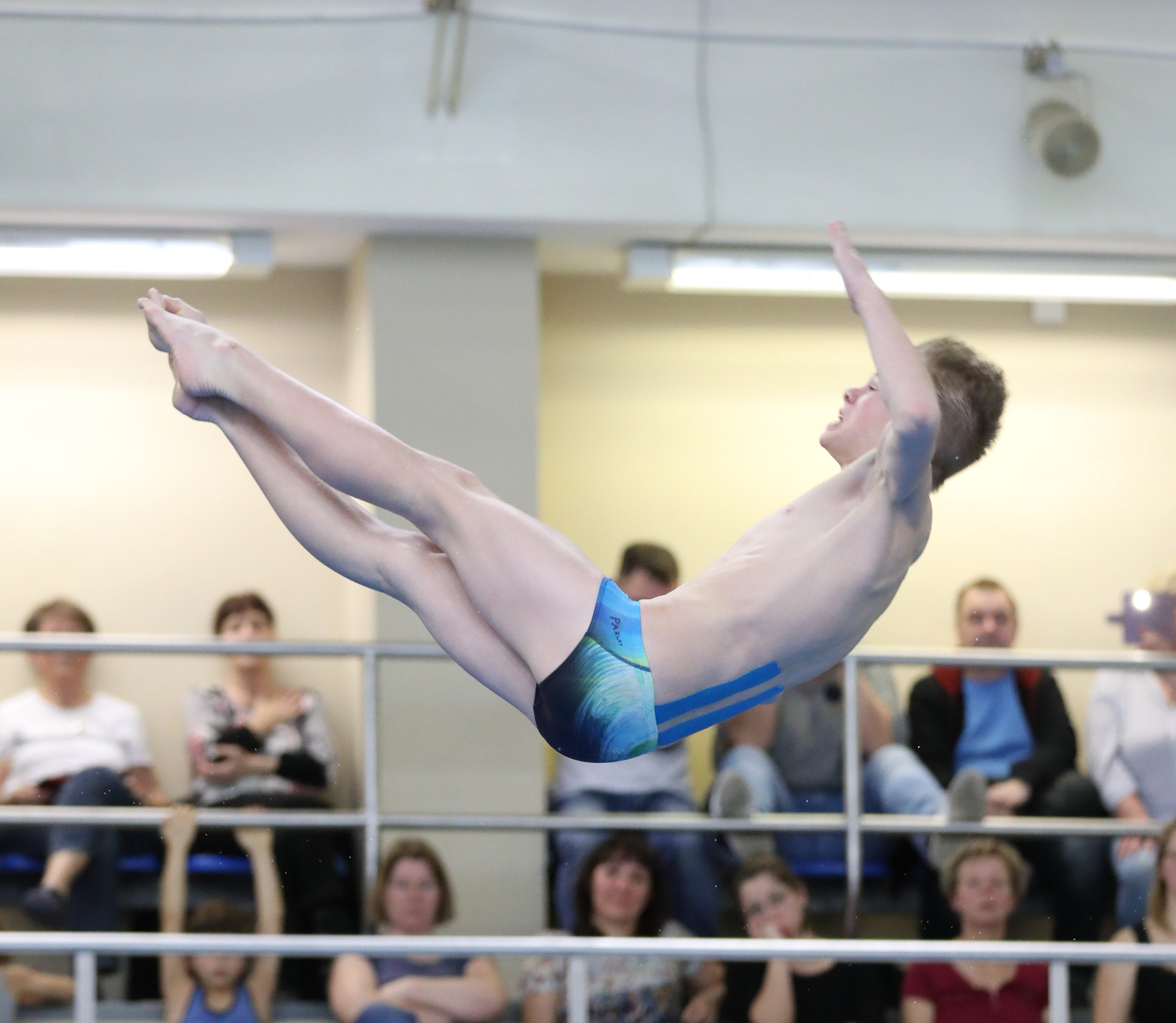
2 Salto, Auflösung der Schraube
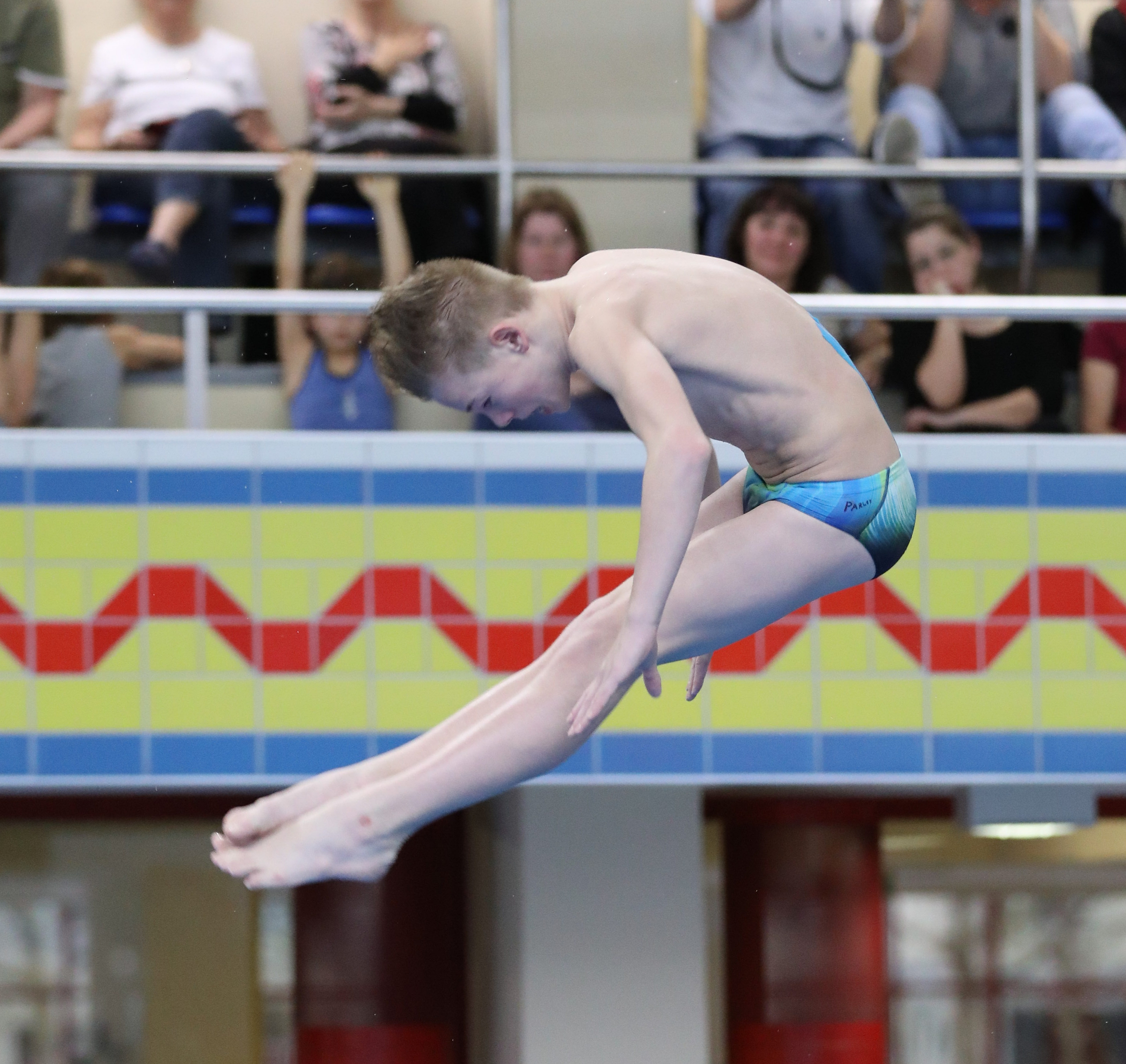
2 Salto, Schraube aufgelöst
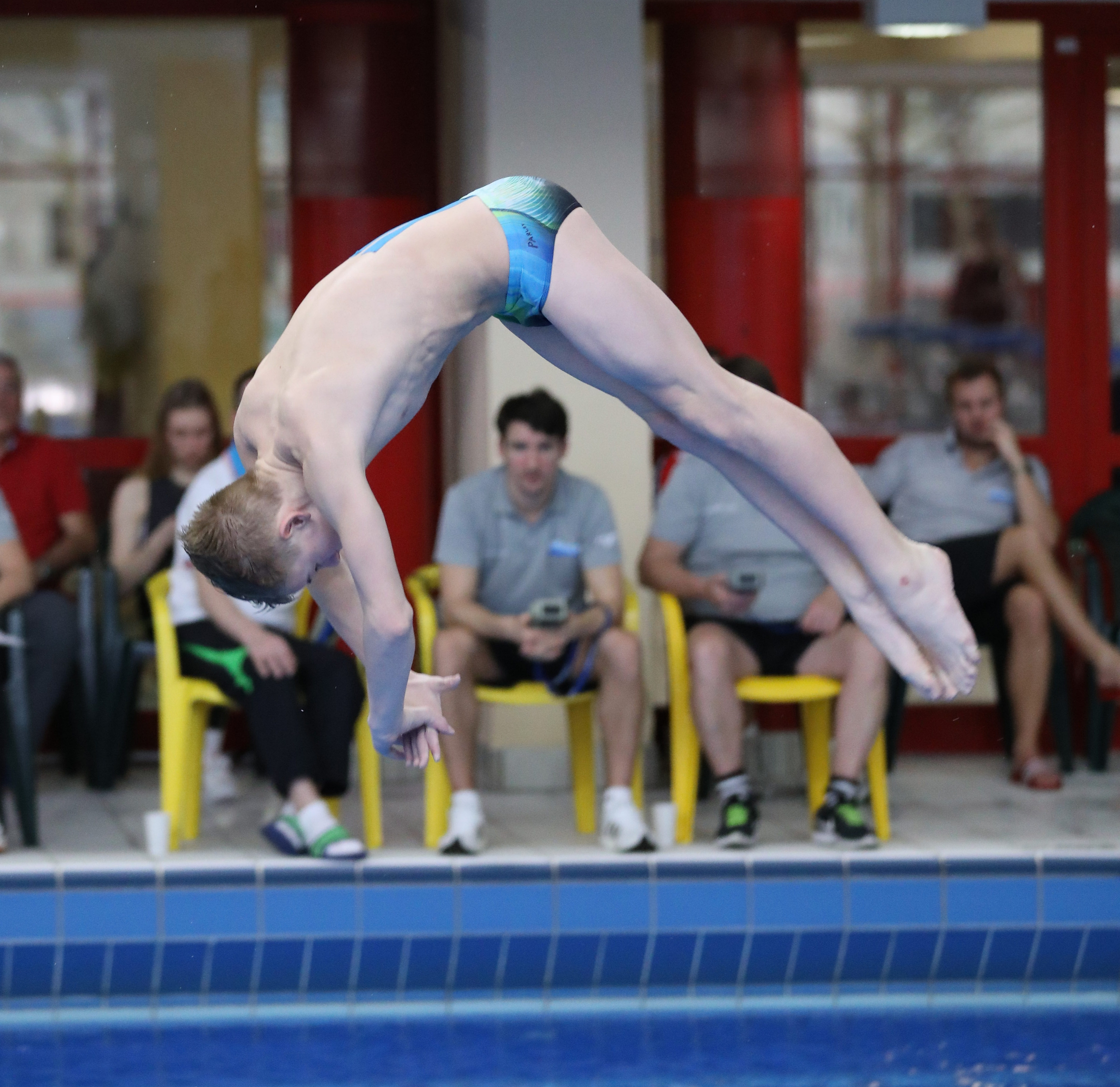
2 1/4 Salto, Auflösen der Salto-Drehung
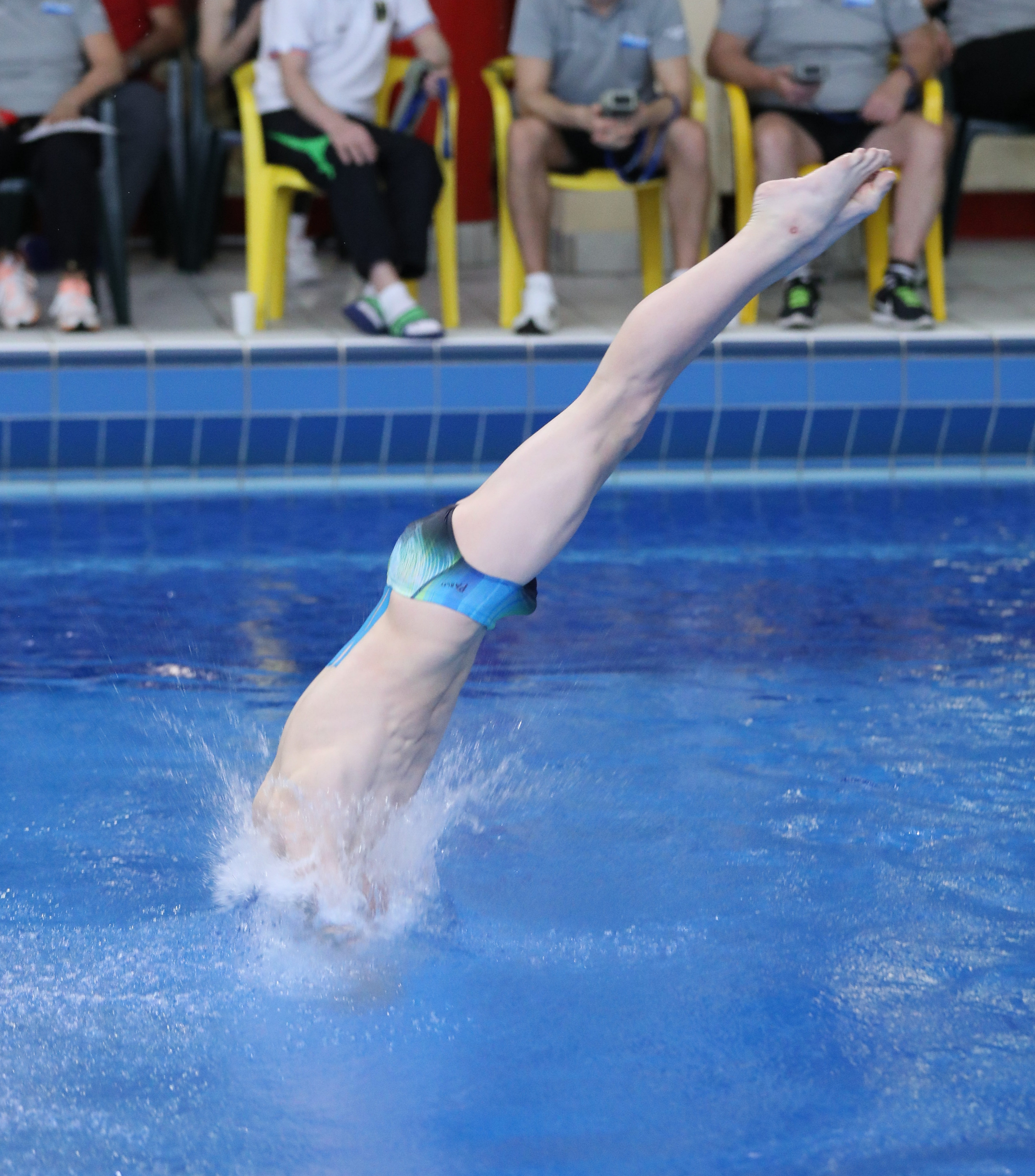
2 1/2 Salto, Beginn der Eintauchphase

#### Handstandsprünge
Handstandsprünge ohne Schrauben erhalten eine 3-stellige Sprungnummer. Die zweite Ziffer bedeutet dann die Sprunggruppe, die dritte Ziffer die Zahl der halben Saltodrehungen:
| 6 _ _ | Handstandsprung ohne Schraube |
| 6 G _ | Sprunggruppe                  |
| 6 _ S | halbe Saltodrehungen          |

Handstandsprünge mit Schrauben erhalten eine 4-stellige Sprungnummer. Die zweite Ziffer bedeutet dann die Sprunggruppe, die dritte Ziffer die Zahl der halben Saltodrehungen, die vierte Ziffer die Zahl der halben Schrauben:
| 6 _ _ _ | Handstandsprung mit Schraube |
| 6 G _ _ | Sprunggruppe                 |
| 6 _ S _ | halbe Saltodrehungen         |
| 6 _ _ S | halbe Schraubendrehungen     |

Ausführung eines Handstandsprunges vom 7-m-Turm
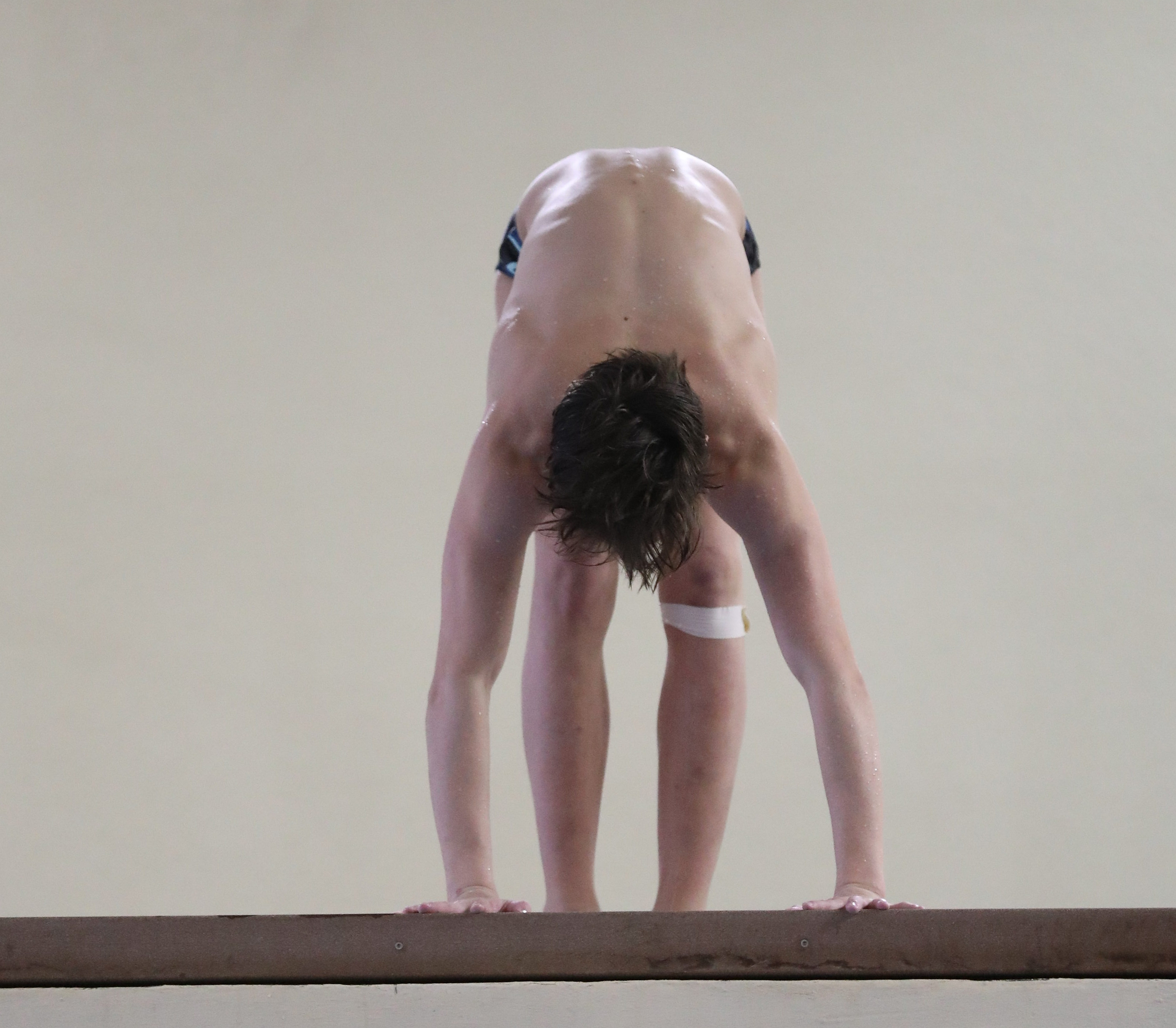
Ein Wasserspringer führt einen Handstand mit 1 Salto vorwärts (612 B; Schwierigkeit 1.8) bei den Deutschen Hallenmeisterschaften der A-/B-Jugend 2019 aus.
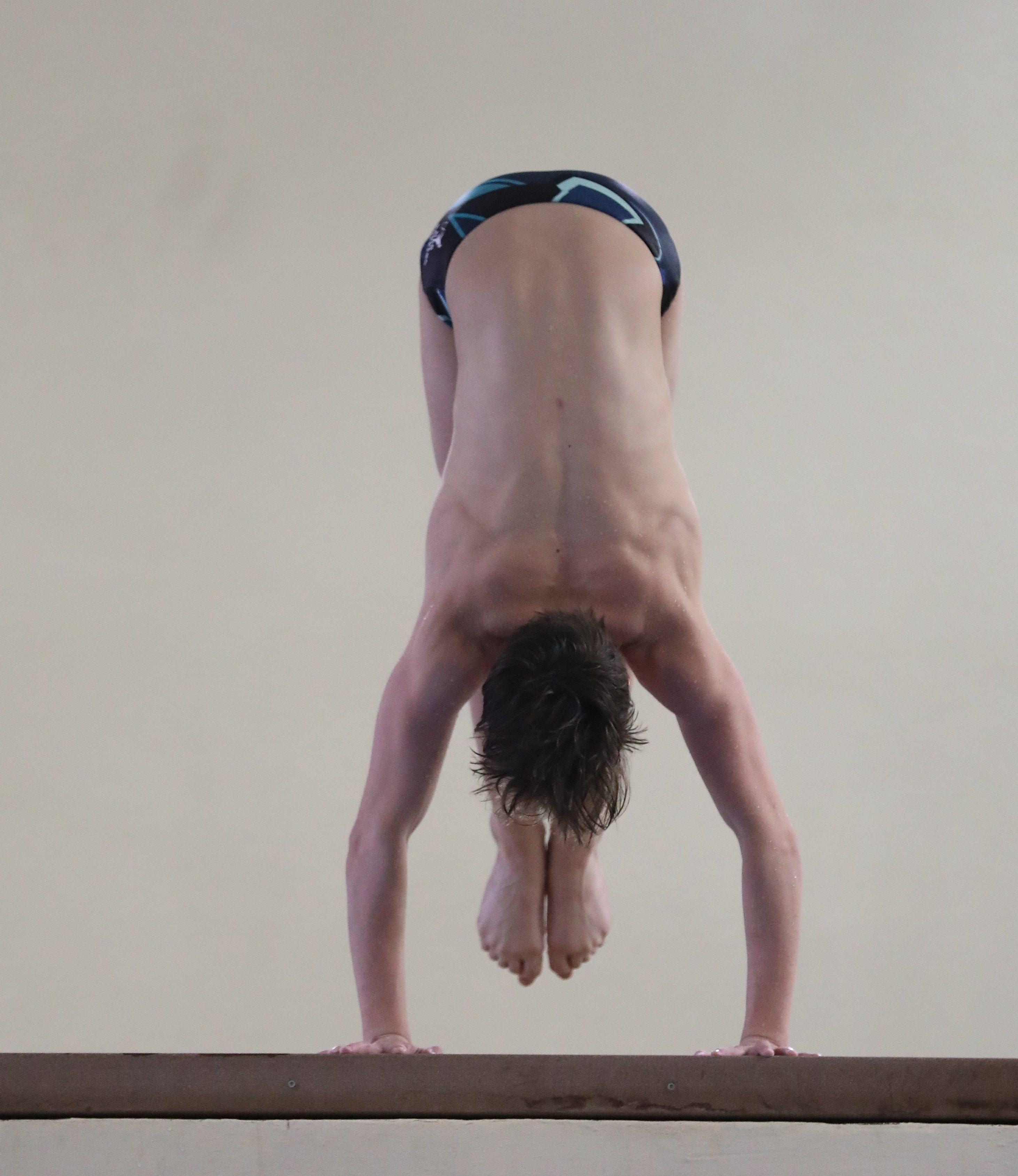
Platzieren der Hände
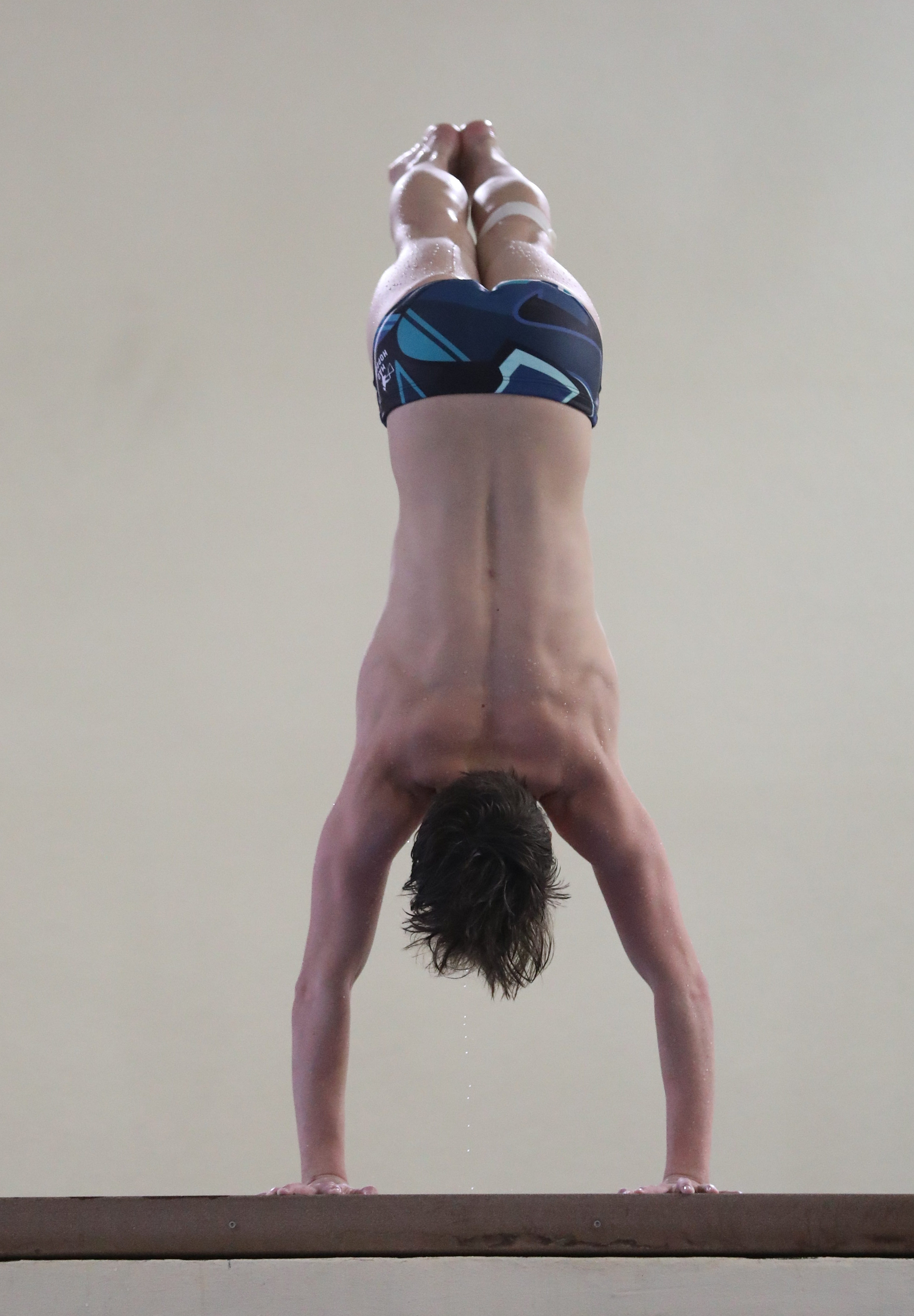
Aufschwung zum Handstand
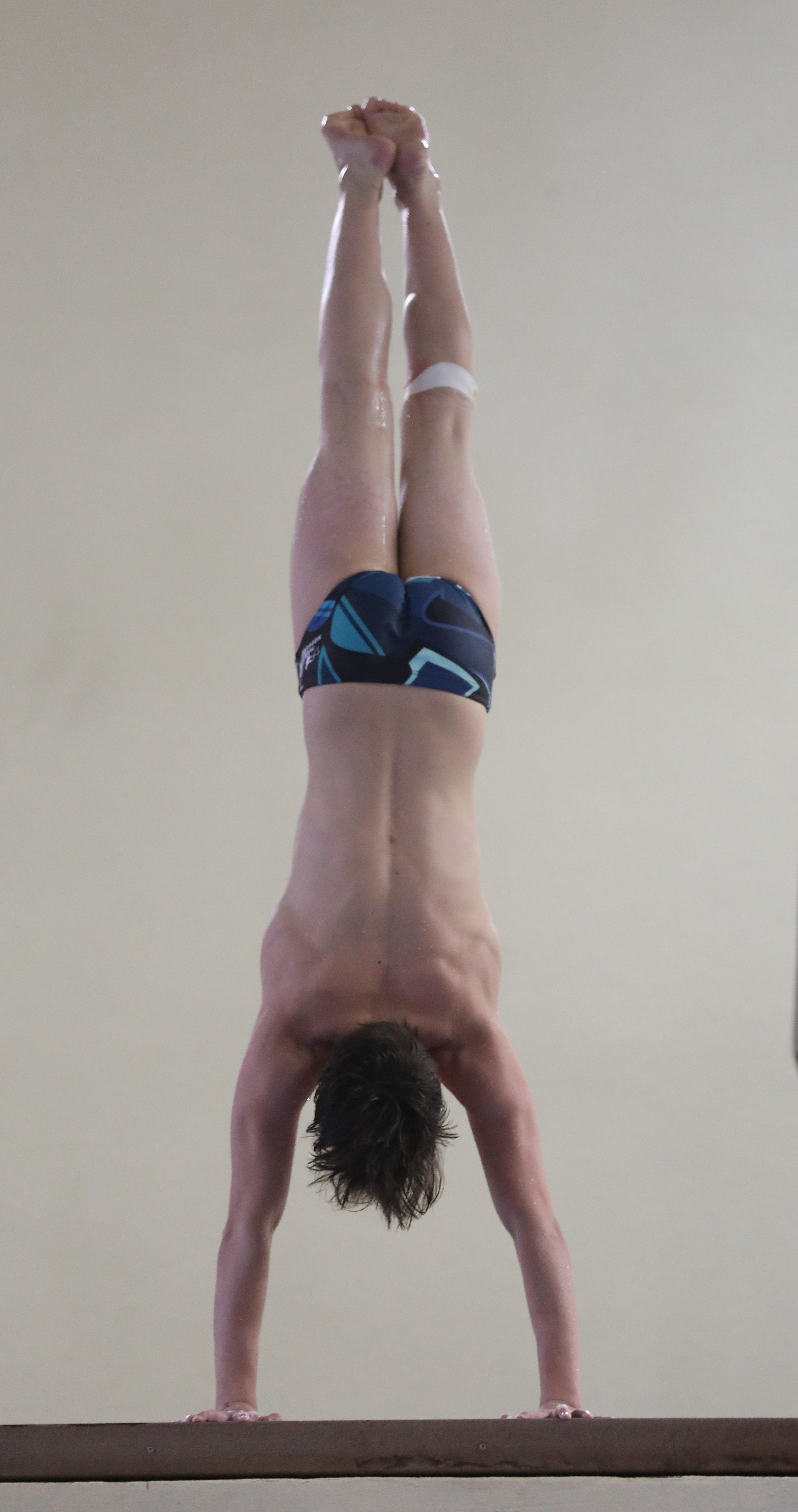
Streckung zum Handstand
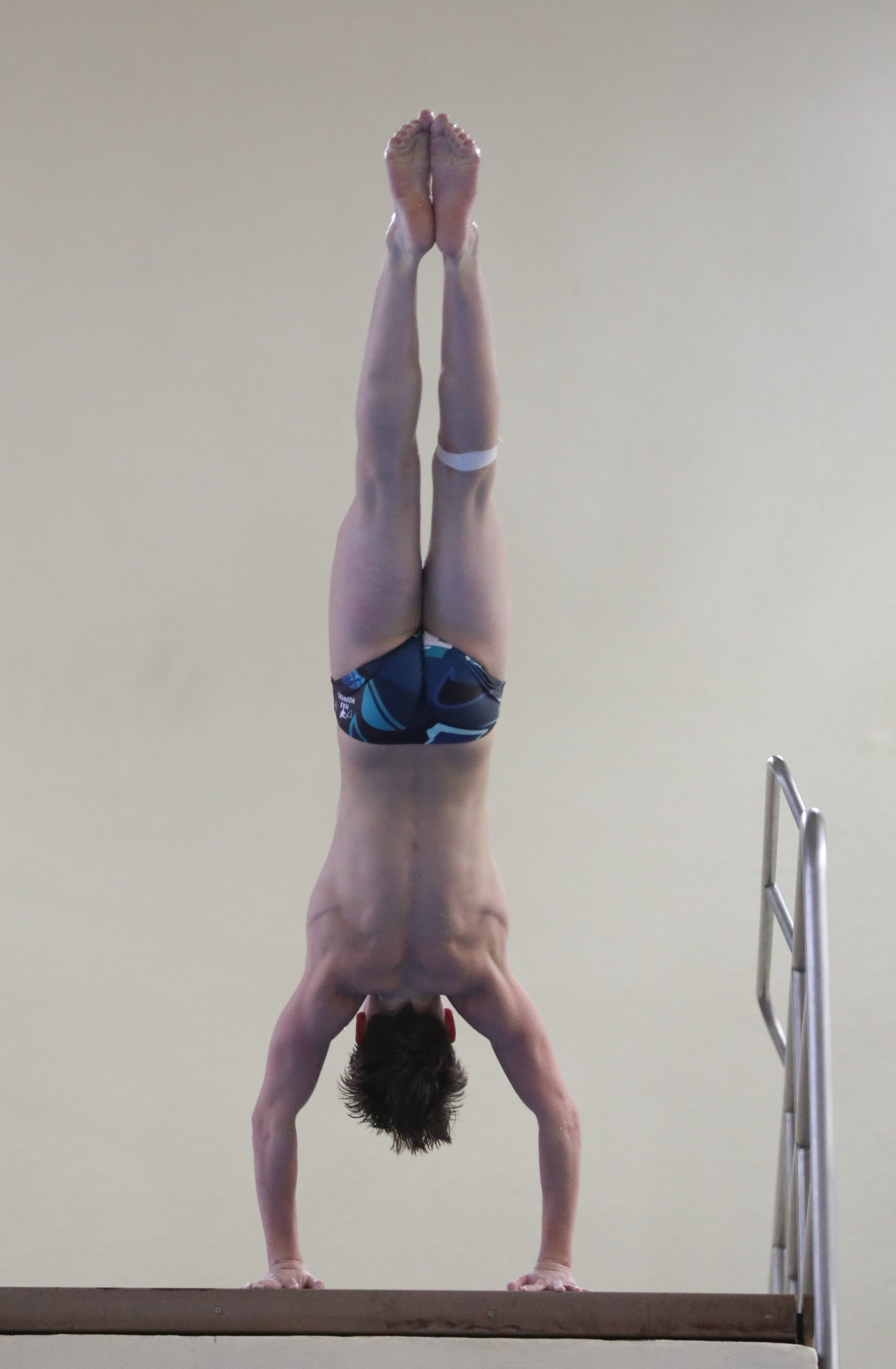
Handstand in Ruheposition
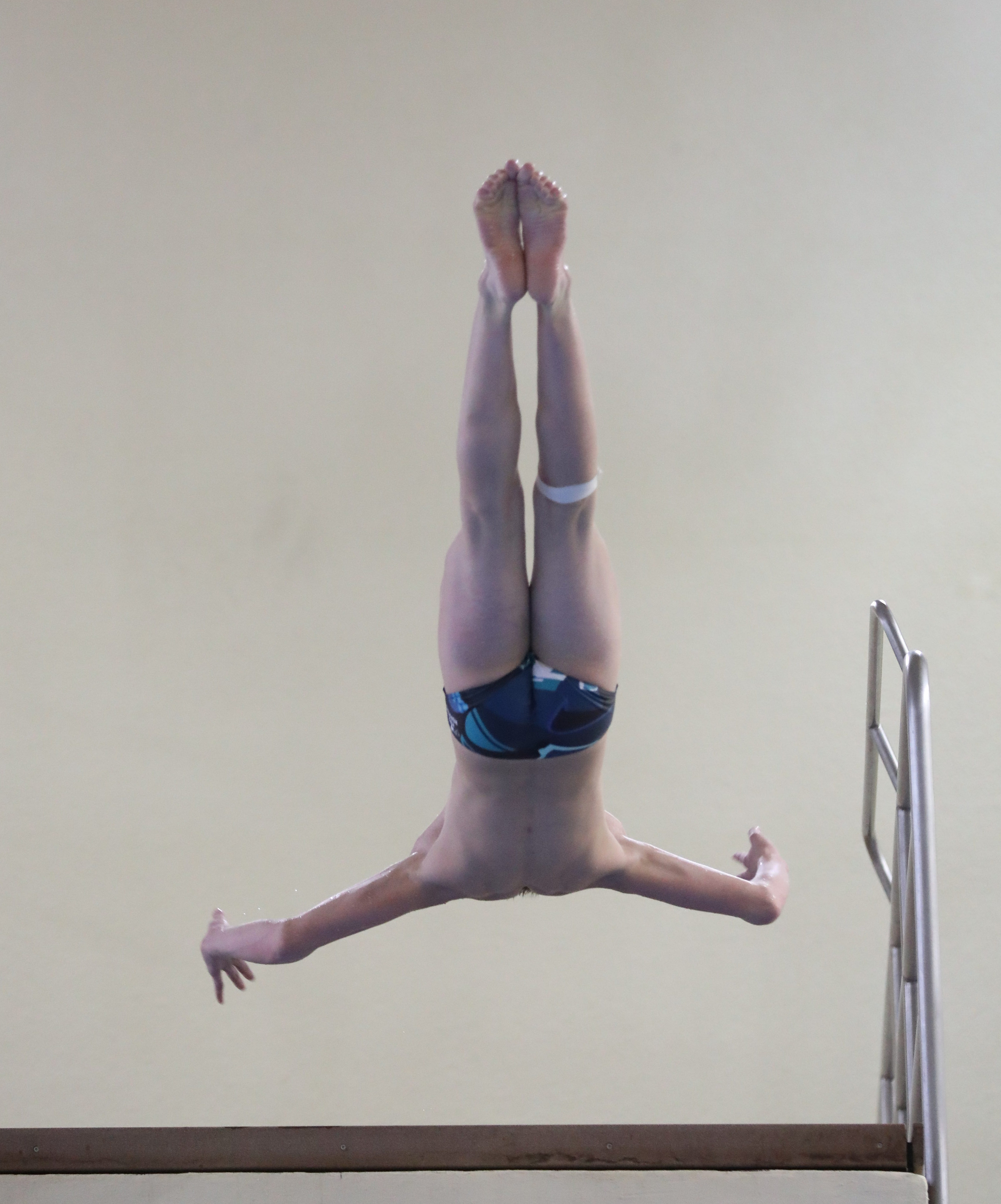
Überkippen
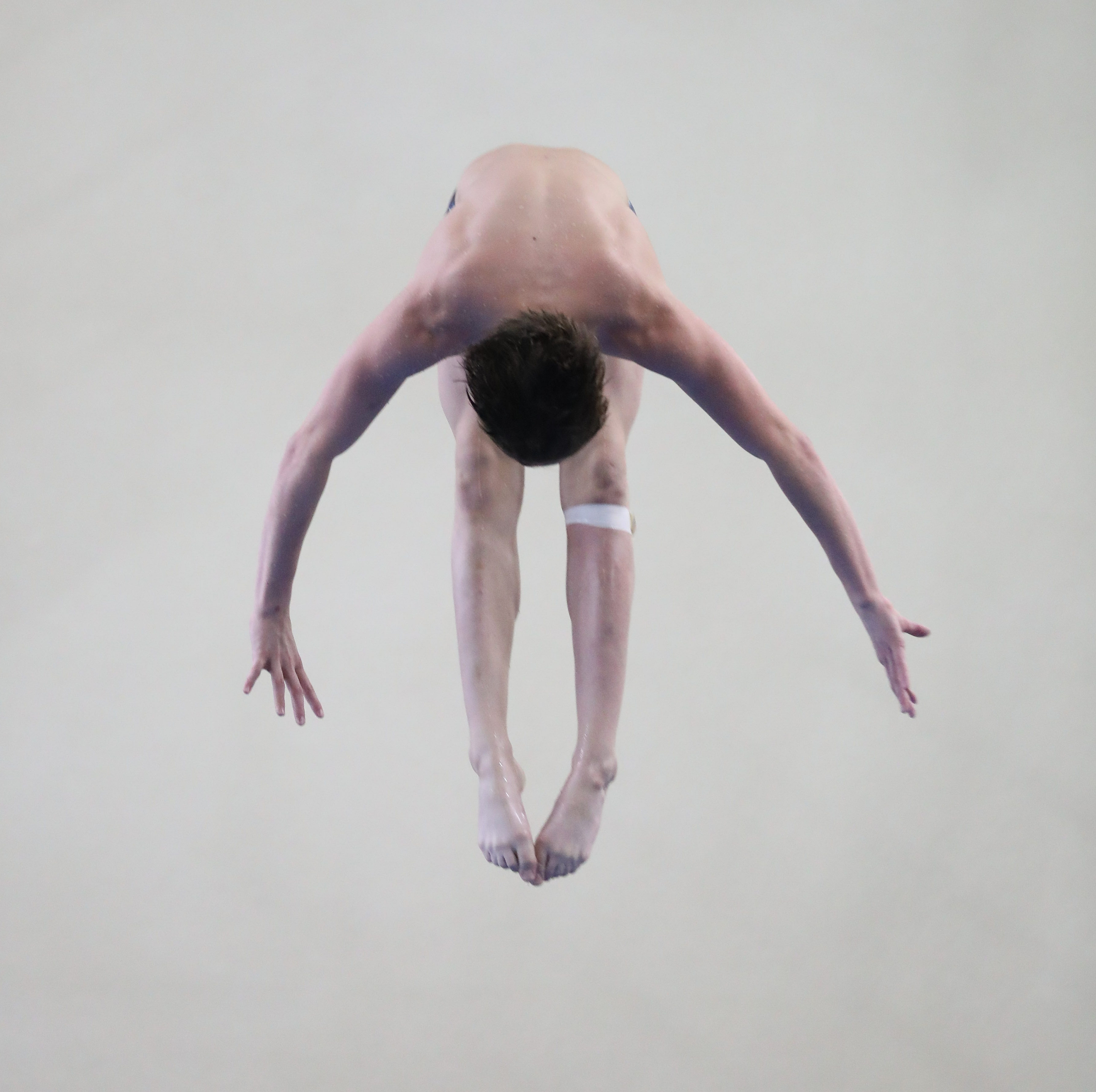
Einleiten der Drehung
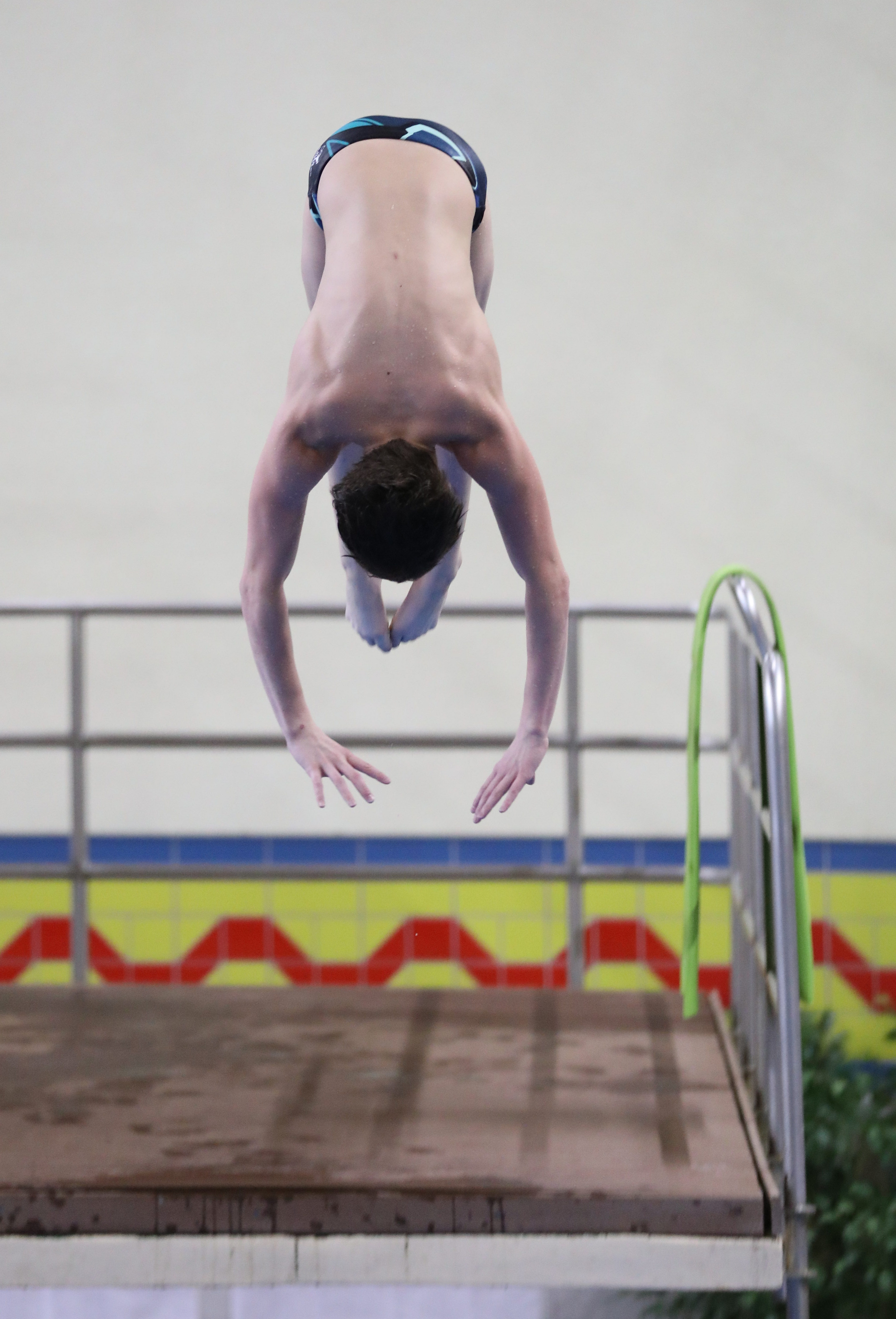
Salto gehechtet (Ausführung B)
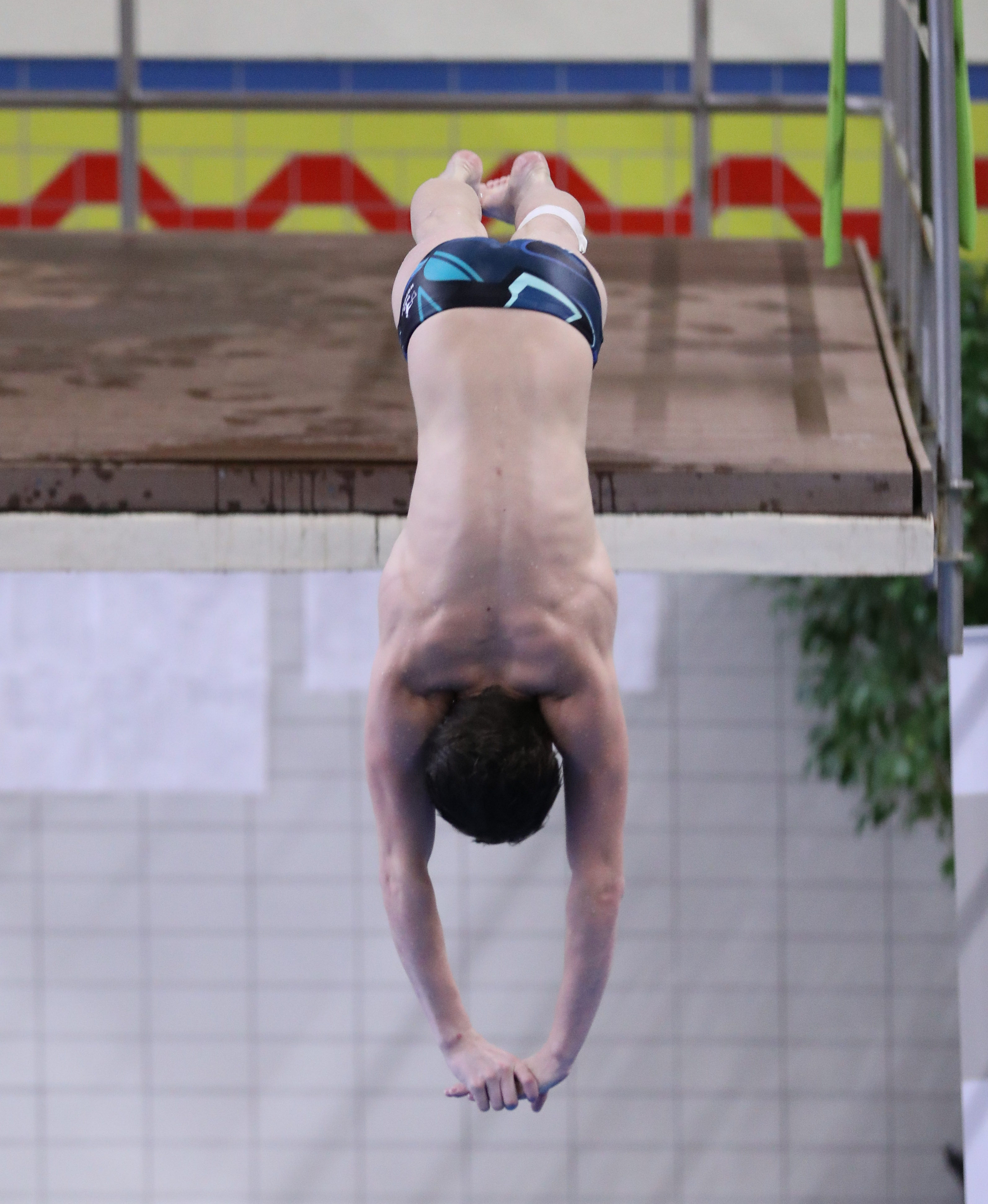
Beginn der Streckphase
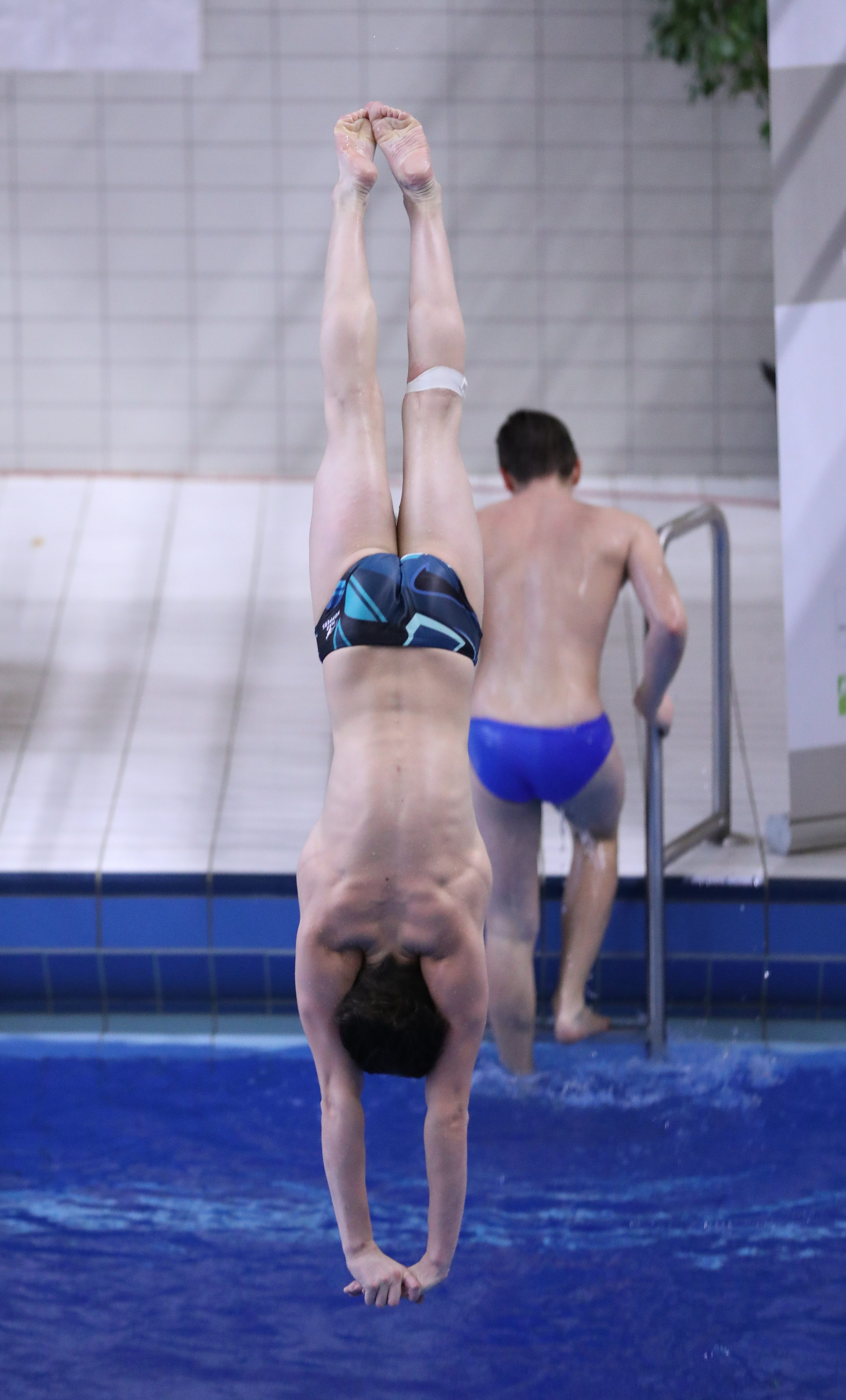
Eintauchphase

#### Ausführung

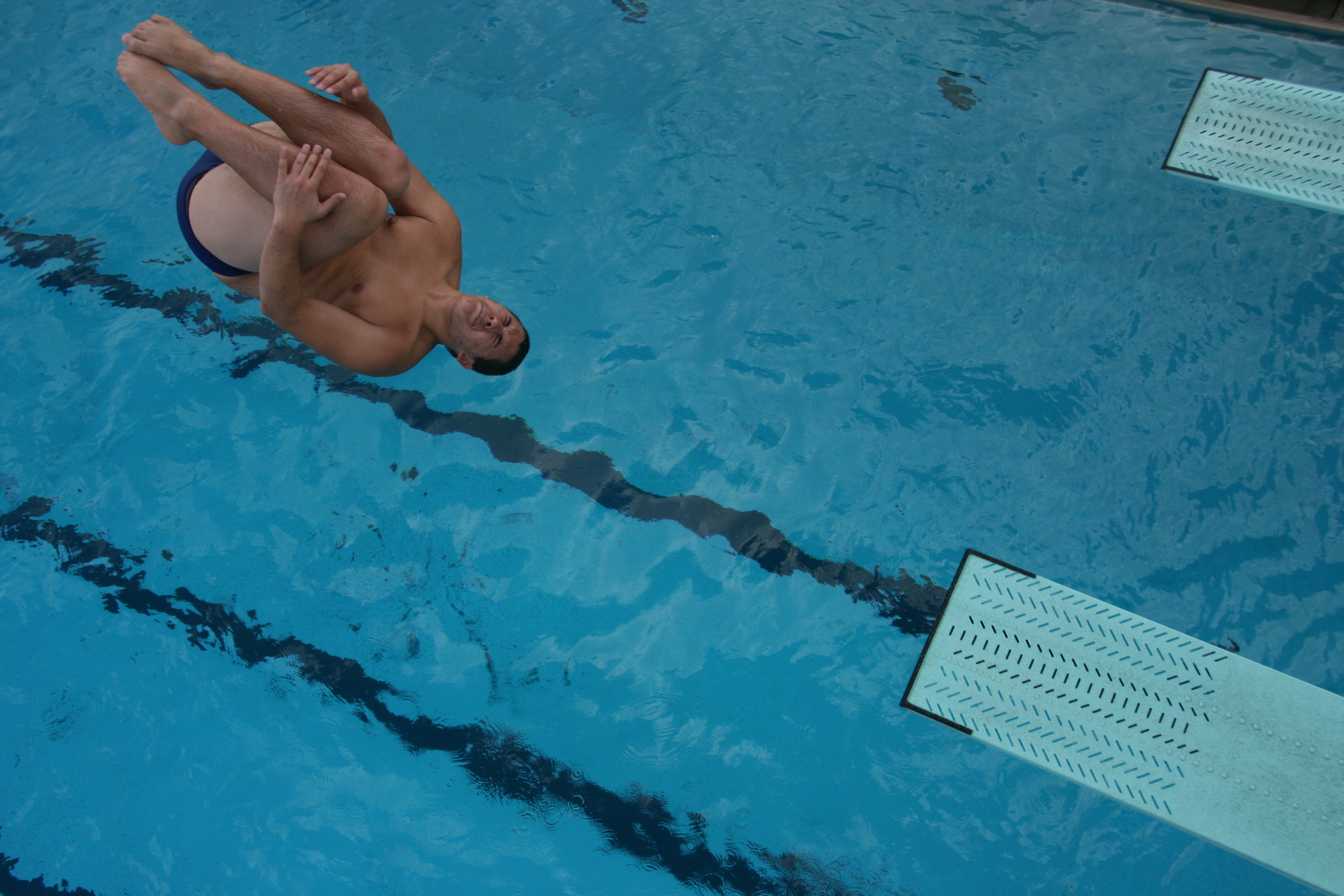
Auerbachsprung gehockt

Sprünge können gestreckt, gehechtet, gehockt oder frei ausgeführt werden. Die Ausführung wird mit einem Buchstaben ausgedrückt, der hinter die Sprungnummer gesetzt wird:
| A | gestreckt | der Körper ist während des ganzen Sprungs gestreckt         |
| B | gehechtet | Hüfte gebeugt, Beine bleiben gestreckt                      |
| C | gehockt   | Hockstellung mit angezogenen Beinen                         |
| D | frei      | meist erst gestreckt, dann gehechtet (für Schraubensprünge) |

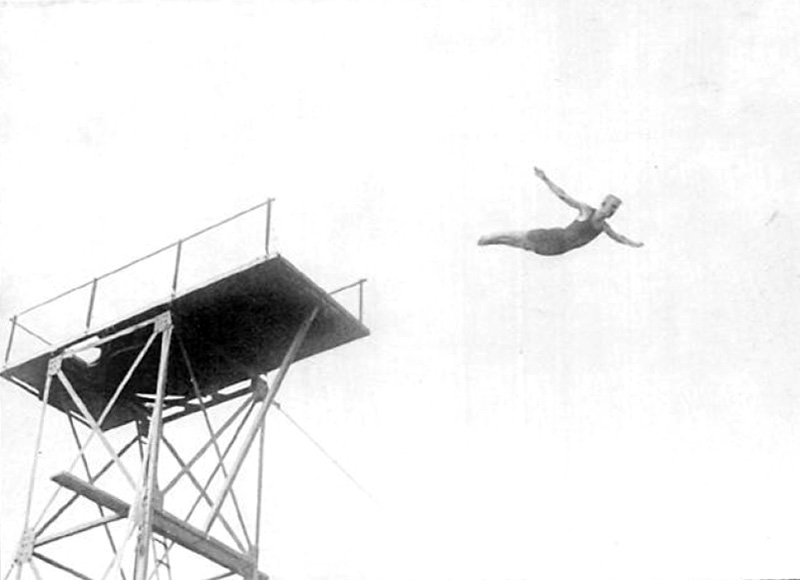
gestreckt – 101 A
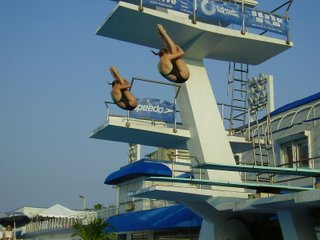
gehechtet – 205 B
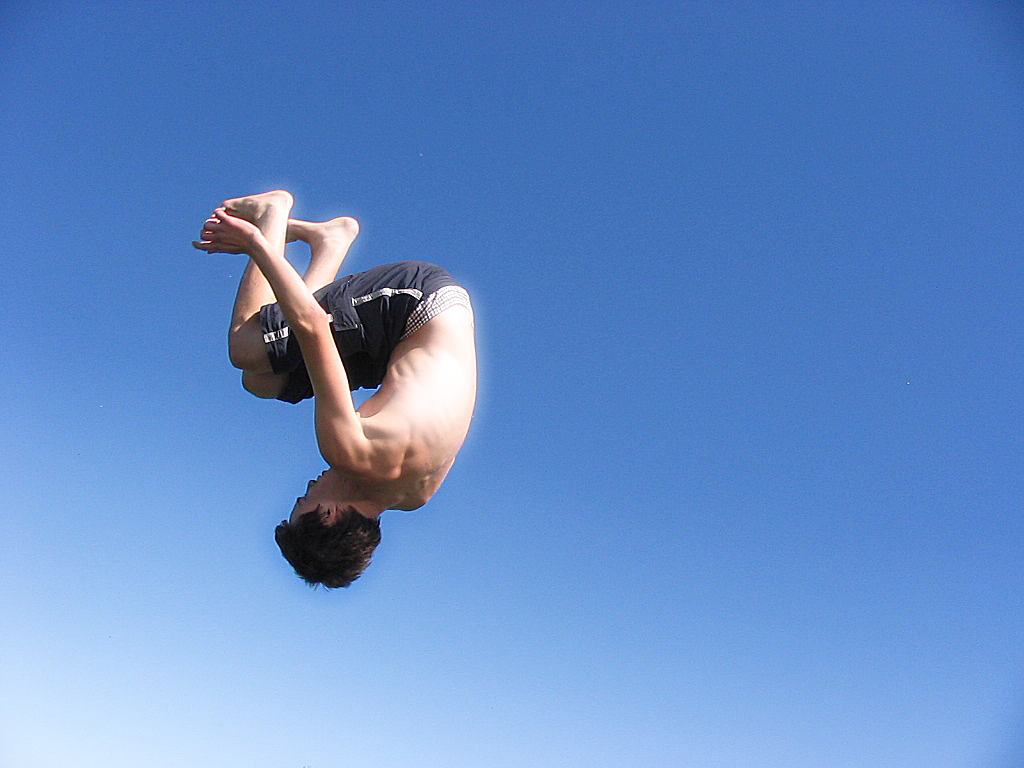
gehockt – 202 C

### Schwierigkeitsgrad
Für jeden Sprungtyp wird mittels der einzelnen enthaltenen Sprungkomponenten ein Schwierigkeitsgrad berechnet. Zur Berechnung gibt es eine Formel von der FINA, die jeden Sportler in die Lage versetzt, seine Sprünge zu berechnen.
Beispiele:
| Höhe | Sprung | Schwierigkeit | Sprung                                |
| ---- | ------ | ------------- | ------------------------------------- |
| 3 m  | 101 A  | 1,6           | Kopfsprung vorwärts gestreckt         |
| 3 m  | 103 B  | 1,6           | 1 ½ Salto vorwärts gehechtet          |
| 3 m  | 403 B  | 2,1           | 1 ½ Delfinsalto gehechtet             |
| 3 m  | 5233 D | 2,4           | 1 ½ Salto rückwärts mit 1 ½ Schrauben |
| 3 m  | 5239 D | 3,7           | 1 ½ Salto rückwärts mit 4 ½ Schrauben |

Bei internationalen Wettkämpfen werden vom 3-m-Brett bis 4 ½-fache Salti und 4 ½-fache Schrauben gesprungen. Der bislang schwierigste gezeigte Sprung mit einem Schwierigkeitsgrad von 3,9 war der 2 ½ Vorwärtssalto mit 3 Schrauben gehechtet (5156 B), unter anderem gezeigt von Ilja Sacharow und He Chong bei der Weltmeisterschaft 2011. Vom 10-m-Turm zeigte Wiktor Minibajew beim Diving World Series-Event in Moskau 2013 den bisher schwierigsten Sprung, einen 2 ½ Salto rückwärts mit 3 ½ Schrauben gehechtet (5257 B) mit einem Schwierigkeitsgrad von 4,3.

### Bewertung
Bewertet werden:
- Sprunghöhe, Abstand zum Brett

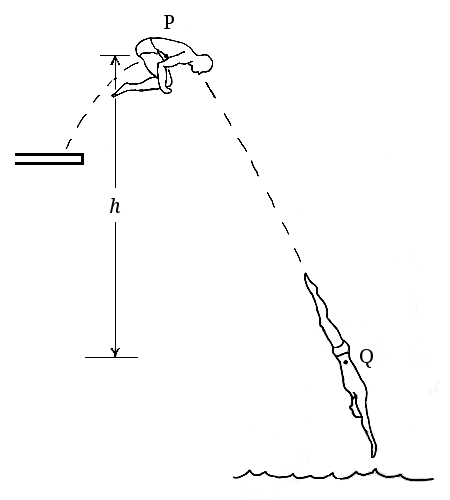
Sprunghöhe

- technische Ausführung, Körperhaltung, Körperspannung
- Eleganz, Gesamteindruck
- Eintauchen
- Absprung, Sprungrichtung

Bei internationalen Wettkämpfen bewerten in Einzelwettbewerben sieben Wettkampfrichter die Sprünge. Jeder vergibt pro Sprung 0 bis 10 Punkte, mit Schritten von halben Punkten. Die zwei höchsten und niedrigsten Wertungen werden gestrichen. Die verbleibenden drei Wertungen werden addiert und das Ergebnis mit dem Schwierigkeitsgrad multipliziert. Das Endresultat entspricht der erzielten Punktzahl des Springers.

Eintauchphasen
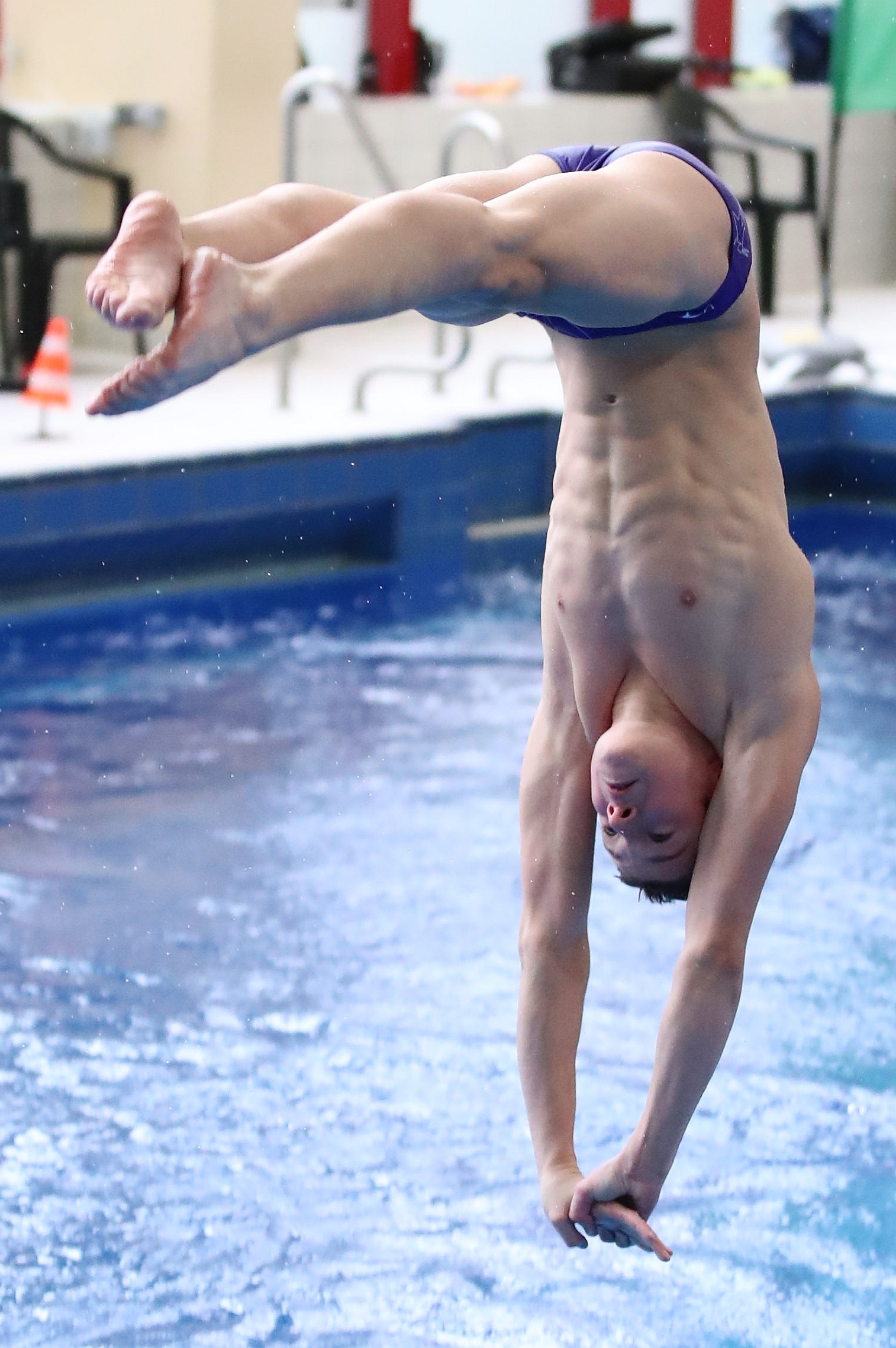
Eintauchen in das Wasser mit noch annähernd rechtwinkligen Beinen
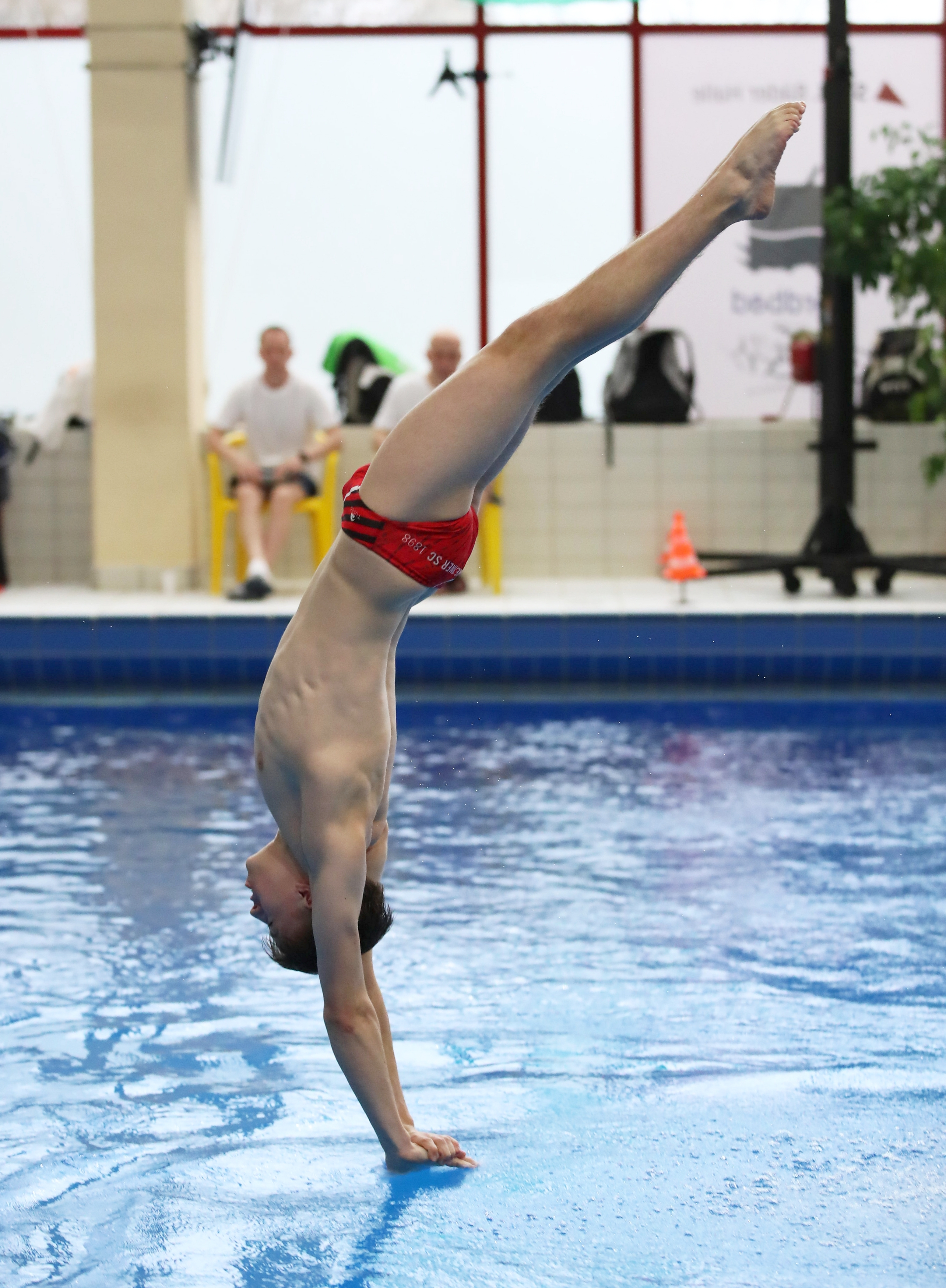
überstrecktes Eintauchen
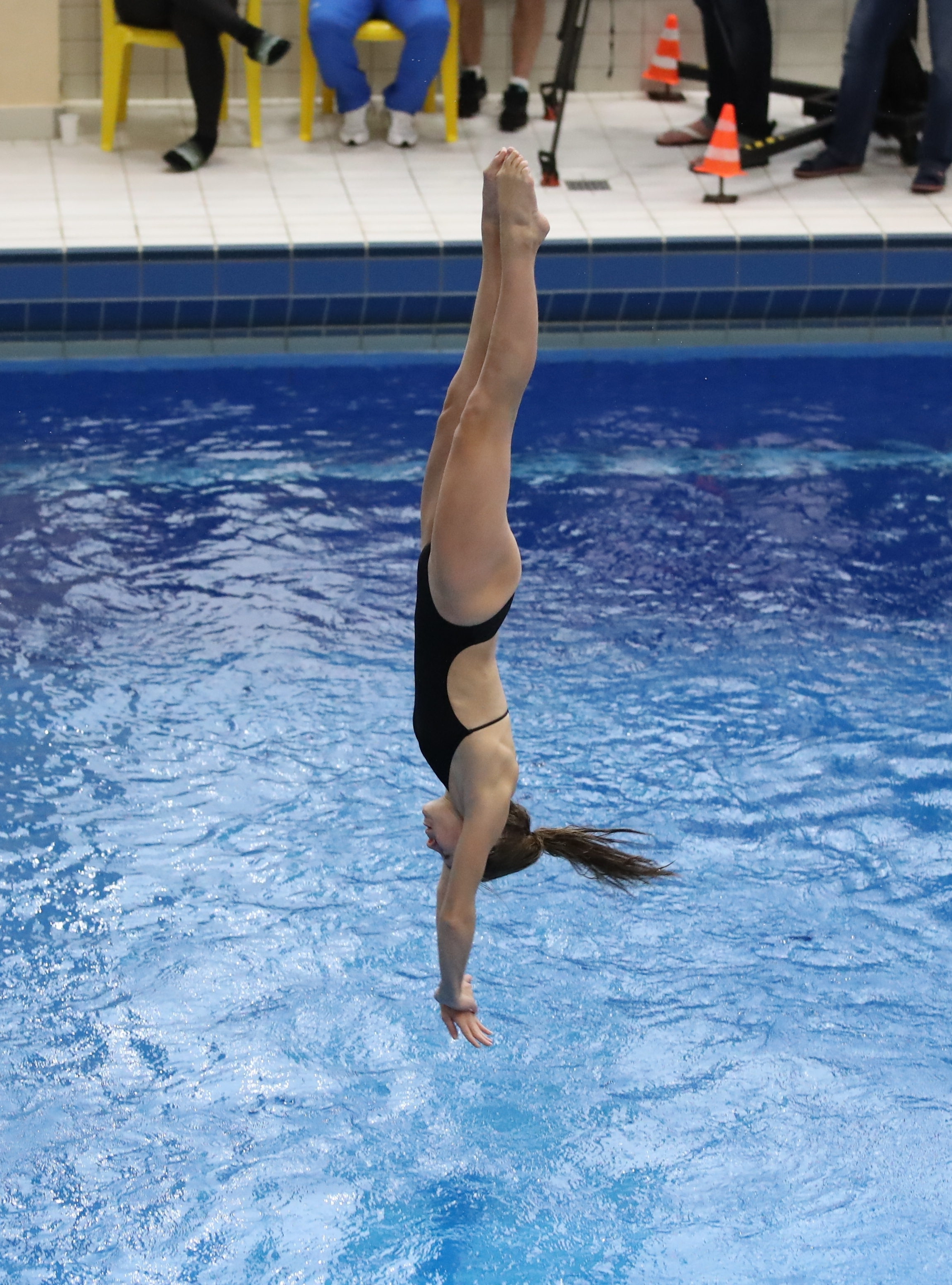
gerade Körperhaltung beim Eintauchen
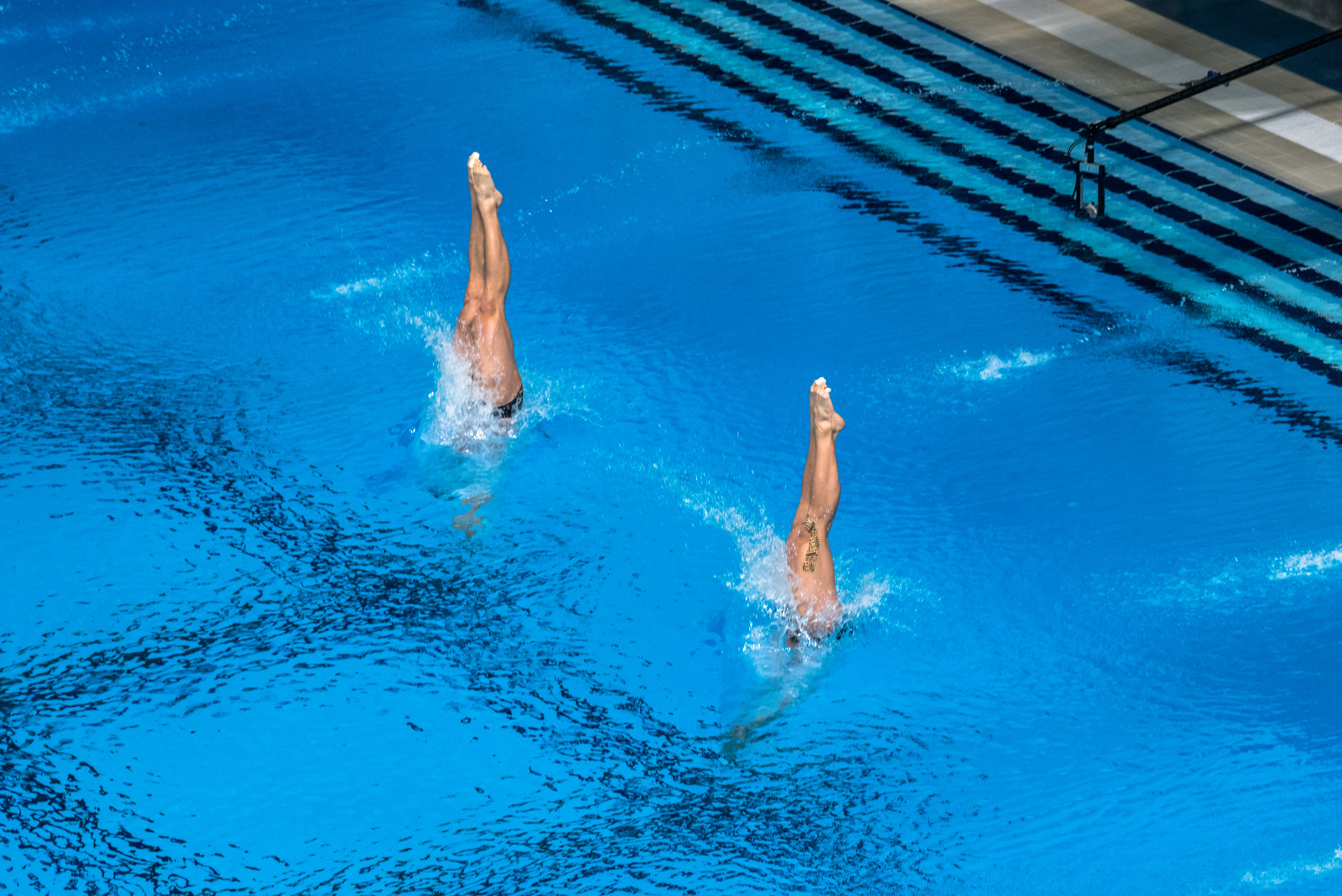
synchrones Eintauchen

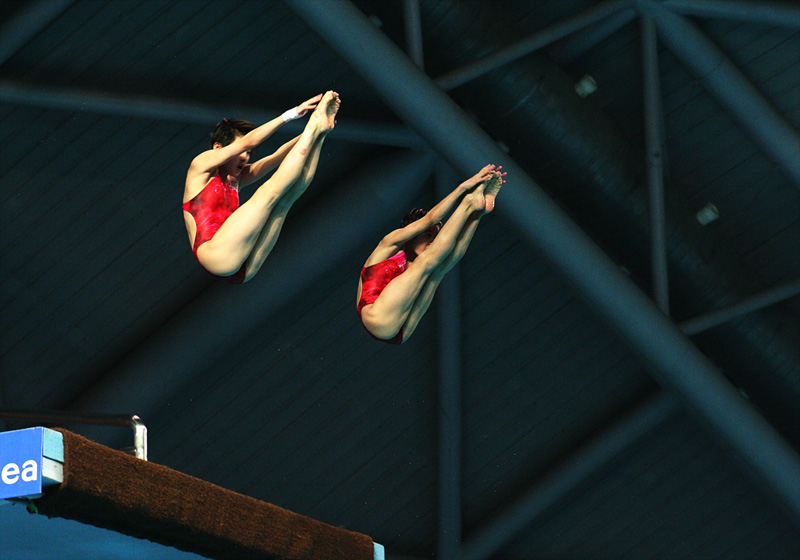
Synchronpaar vom 10-m-Turm während der Hechte

In Synchronwettbewerben bewerten neun Wettkampfrichter die Sprünge. Zwei Wettkampfrichter bewerten jeweils den Einzelsprung eines der beiden Synchronspringer, wobei die schlechtere Wertung gestrichen wird. Fünf Wettkampfrichter bewerten ausschließlich die Synchronität des Sprungs, die niedrigste und höchste Wertung werden gestrichen. Die fünf Richter sollen nur die Synchronität des Sprungs beurteilen, nicht die technische Ausführung. Bewertet werden paralleler Anlauf und Absprung, Sprunghöhe, Abstand zum Brett oder zum Turm, paralleles Öffnen von Hechte oder Hocke, Gesamteindruck der Synchronität während des Sprungs, Eintauchwinkel und zeitgleiches Eintauchen. Die Addition der Wertungen der zwei Einzelsprünge und der drei Synchronwertungen wird mit dem Schwierigkeitsgrad multipliziert und ergibt die erzielte Punktzahl. Es gewinnt im Einzel- und Synchronspringen der Springer bzw. das Paar, das nach fünf bzw. sechs Sprüngen die höchste Gesamtpunktzahl erreicht hat.
Bei kleineren nationalen und internationalen Wettkämpfen kann die Zahl der Wertungsrichter kleiner sein.

### Training

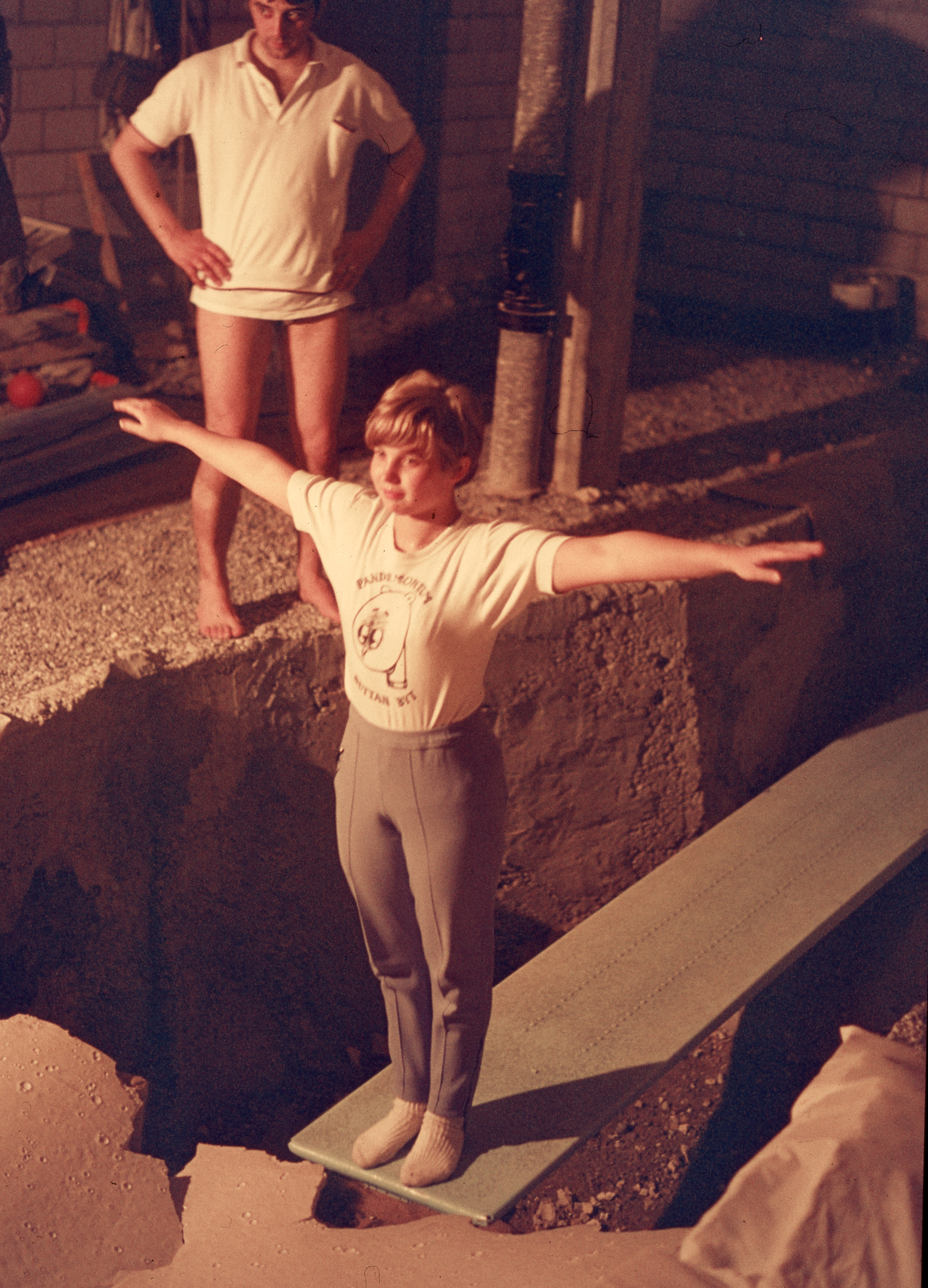
Olympiasiegerin Milena Duchková in der Sprunggrube

Trainiert wird im Sommer vorwiegend im Freibad, im Winter im Hallenbad, auf dem Trampolin oder in einer Sprunggrube (Sprungbrett und mit Schaumstoff gefüllte Grube). Zur Förderung von Ausdruck und Haltung werden Tanz und Ballett eingesetzt. Im Training werden die Sprünge bzw. die einzelnen Sprungkomponenten zunächst aus möglichst niedrigen Höhen oder in der Sprunggrube eingeübt. Die Zahl der Trainingssprünge aus 3 m und vor allem 10 m Höhe werden gering gehalten, um eine zu hohe Belastung des Körpers zu verhindern.
Eine mechanische Vorrichtung unterhalb der Sprunganlage zur Erzeugung einer bewegten Wasseroberfläche kann den Springern das leichte Erkennen der Wasseroberfläche ermöglichen. Auch das Abdecken größerer Hautpartien durch passende Schwimmkleidung kann Schmerzen beim unsauberen Eintauchen verhindern.
In Deutschland gibt es aktuell in Berlin, Dresden, Halle, Leipzig und Rostock fünf Bundesstützpunkte für Wasserspringer, in denen die Athleten optimale Trainingsbedingungen und hauptamtliche Trainer vorfinden. International erfolgreich sind auch Wasserspringer aus Aachen.

## Physik
Ein Turmspringer schießt bei einem Sprung aus 10 Metern Höhe mit knapp 50 km/h ins Wasser. Innerhalb weniger Zehntelsekunden reduziert sich seine Geschwindigkeit auf Null. Dabei lastet auf ihm das 3,5-fache des eigenen Körpergewichts.

## Trivia
Eine eher dem Bereich Funsport zuzuordnende Form des Wasserspringens ist das Dirndlfliegen, das seit den 1990er-Jahren vor allem im österreichischen und bayerischen Alpenraum verbreitet ist. Dabei springen Frauen und Männer im Dirndl von einem Sprungbrett in einen See oder ein Schwimmbecken, und die Flugfiguren werden von einer Jury bewertet.
Beim elfmal ausgetragenen TV total Turmspringen (2004–2015) traten Prominente in einem fernsehtauglichen Format gegeneinander an. Das Format wandelte sich dabei bis 2008 nach Meinung des Spiegel-TV-Kritikers Sebastian Wieschowski „von einer lustigen Arschbombenparade zum spektakulären Wettkampf [...]“.

### Verbände
- Deutscher Schwimm-Verband e. V. Fachsparte Wasserspringen
- European Aquatics – Europäischer Schwimm-Verband
- World Aquatics – Weltschwimm-Verband
- Links zu den bedeutendsten Verbänden und Vereinen im Wasserspringen

### Resultate
- Fina-Weltranglisten
- Datenbank zum Wasserspringen des IAT

### Andere Links
- Exposé: Wasserspringen in Deutschland (Memento vom 30. September 2007 im Internet Archive) (PDF-Datei; 1,93 MB)
- Skizzen verschiedener Sprungtypen (Memento vom 18. Juni 2010 im Internet Archive) (PDF-Datei; 654 kB)